# Biserica evanghelică din Făgăraș

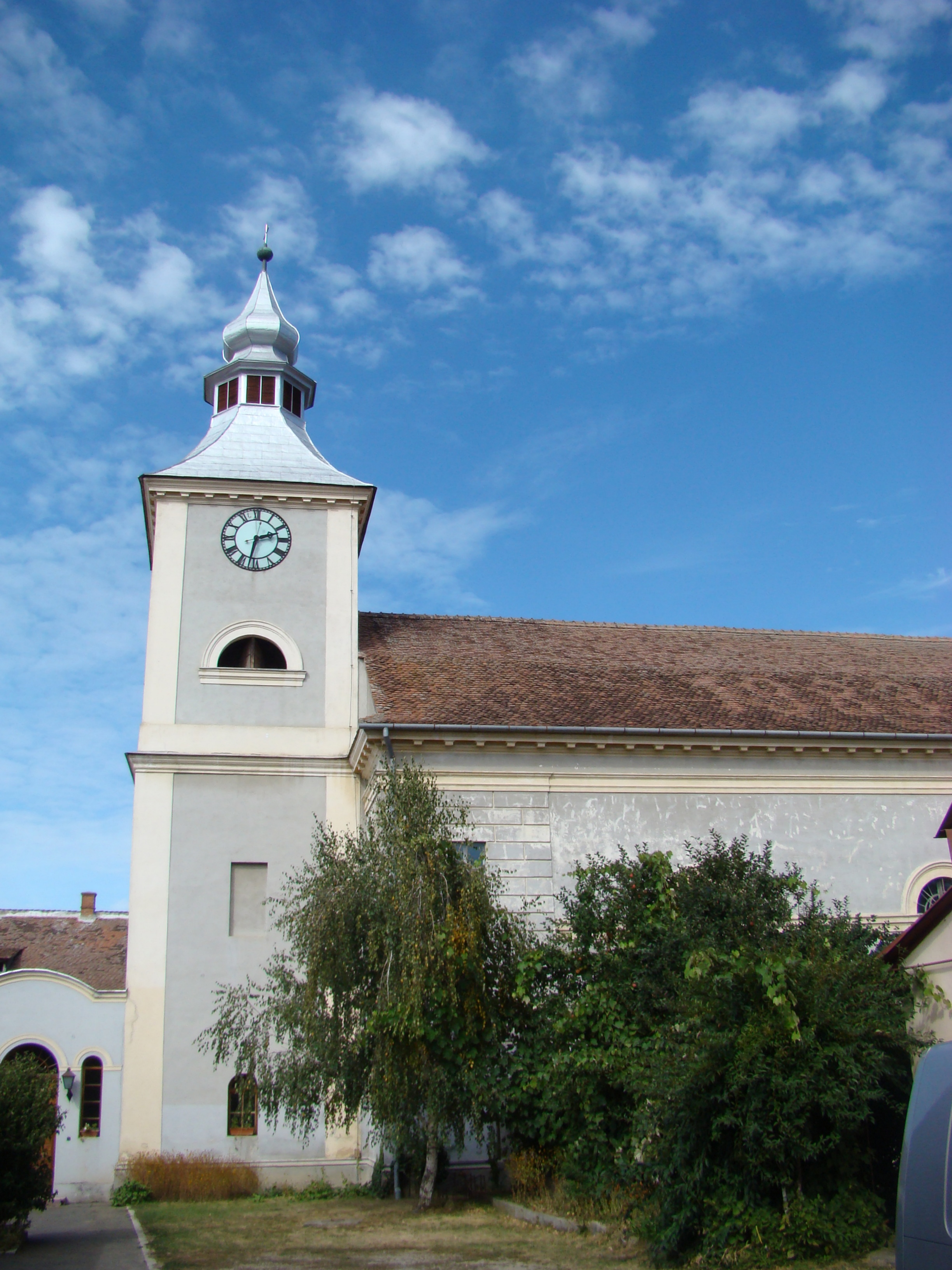
Biserica evanghelică din Făgăraș, foto: septembrie 2019.

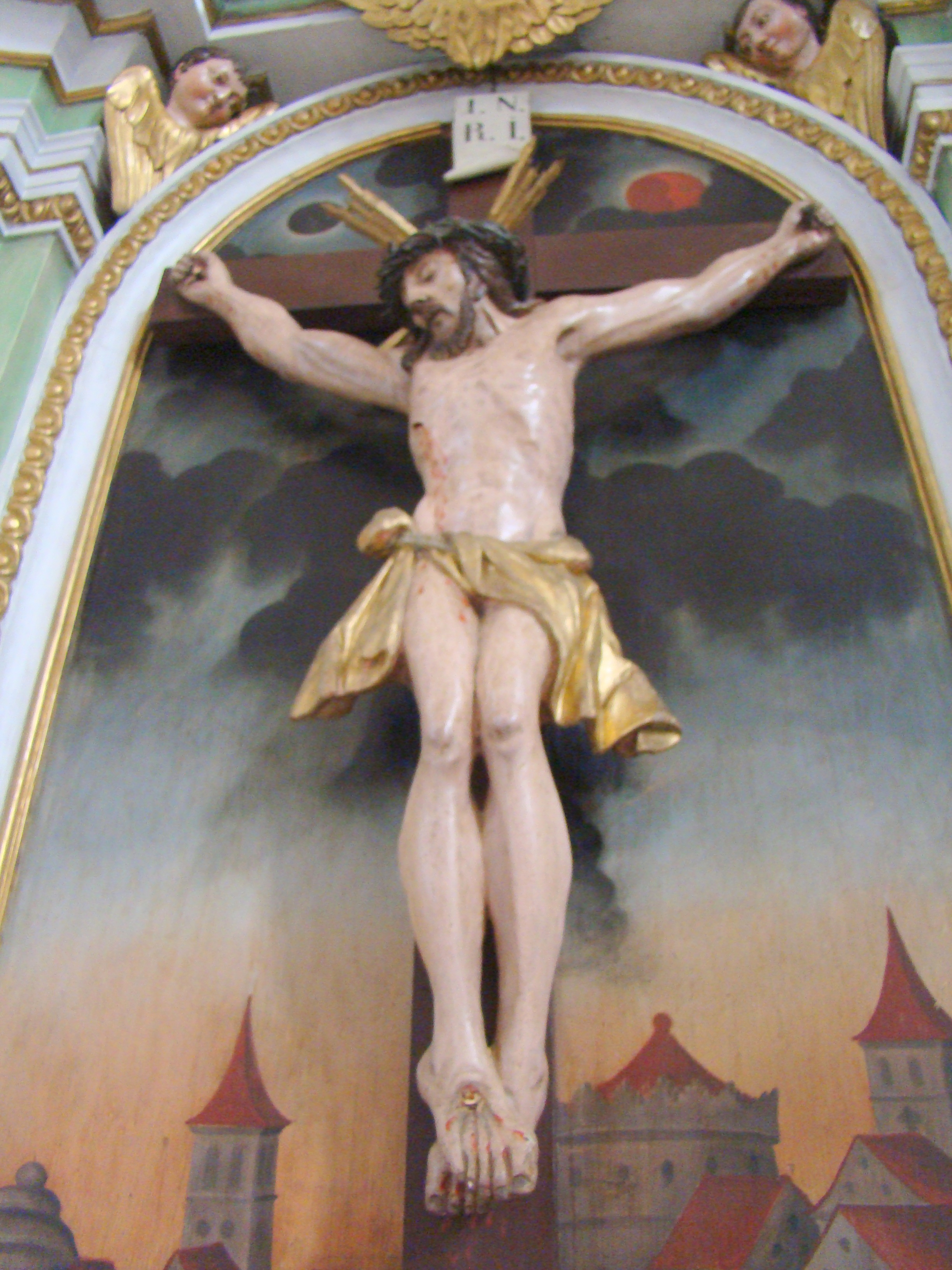
Altarul, realizat în a doua jumătate a secolului al XVIII-lea, în stil baroc

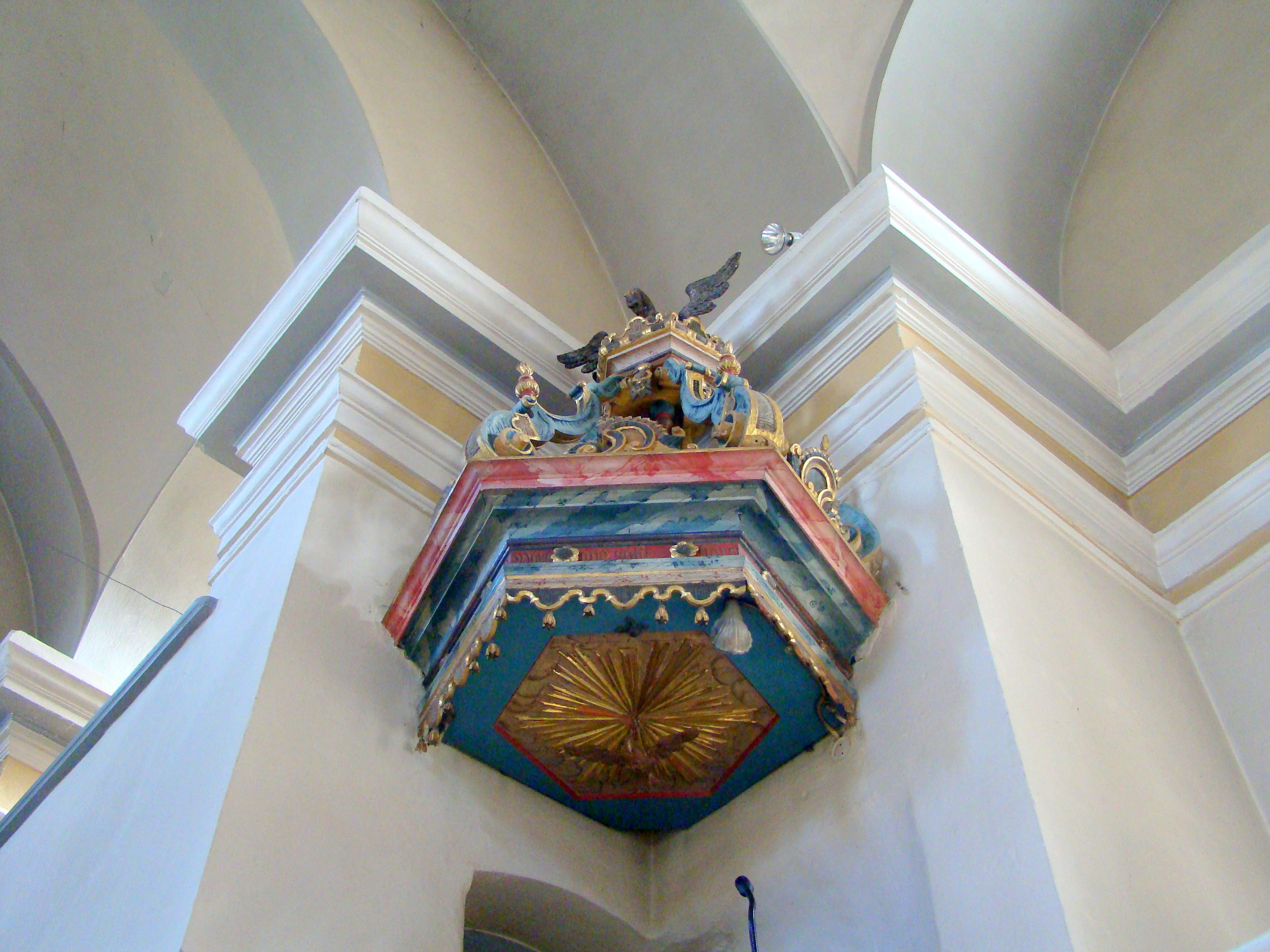
Coronamentul amvonului terminat cu un pelican ce-și hrănește puii

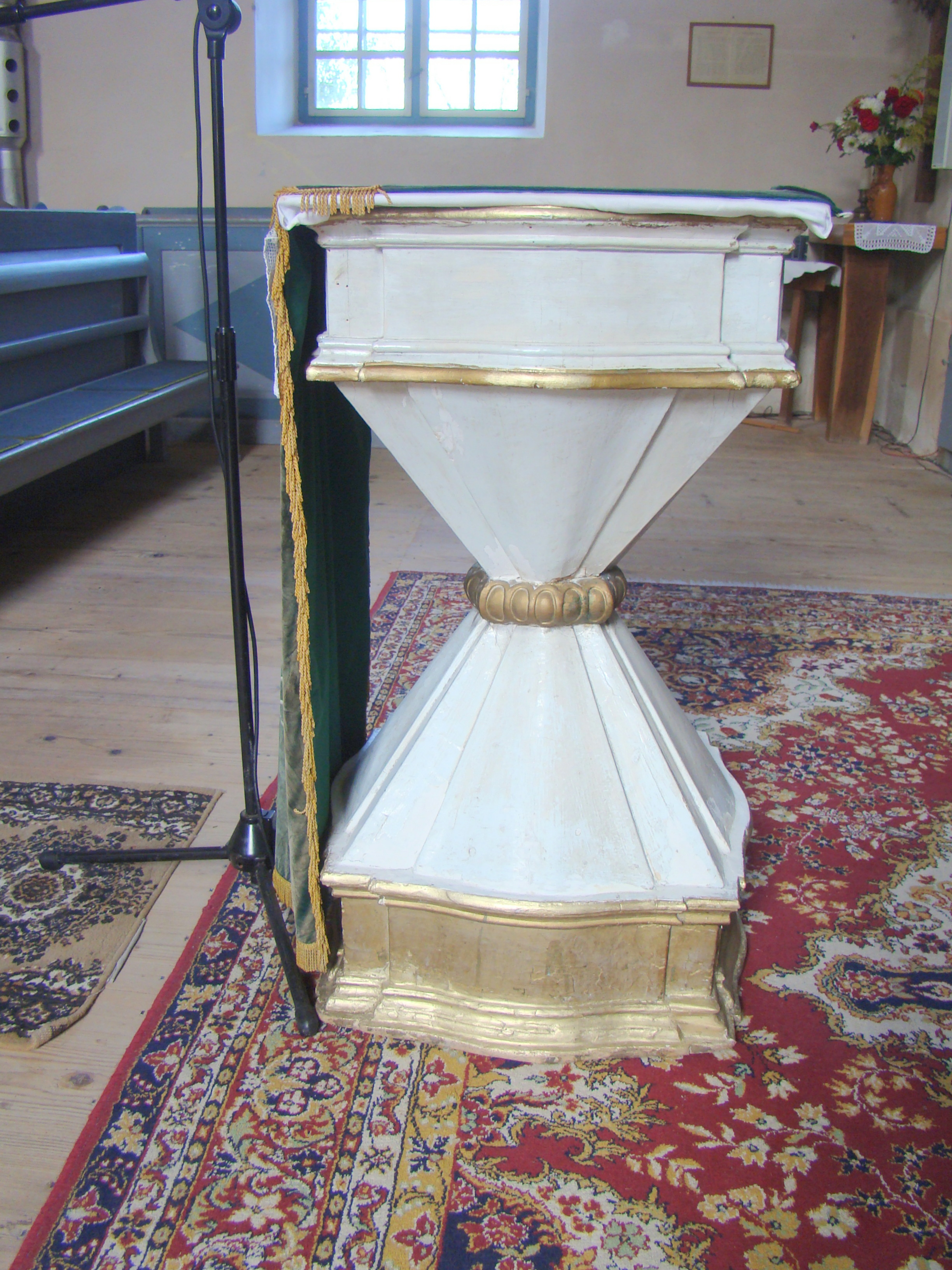
Cristelnița cu capac-pupitru a fost realizată în 1795 și renovată în 1845

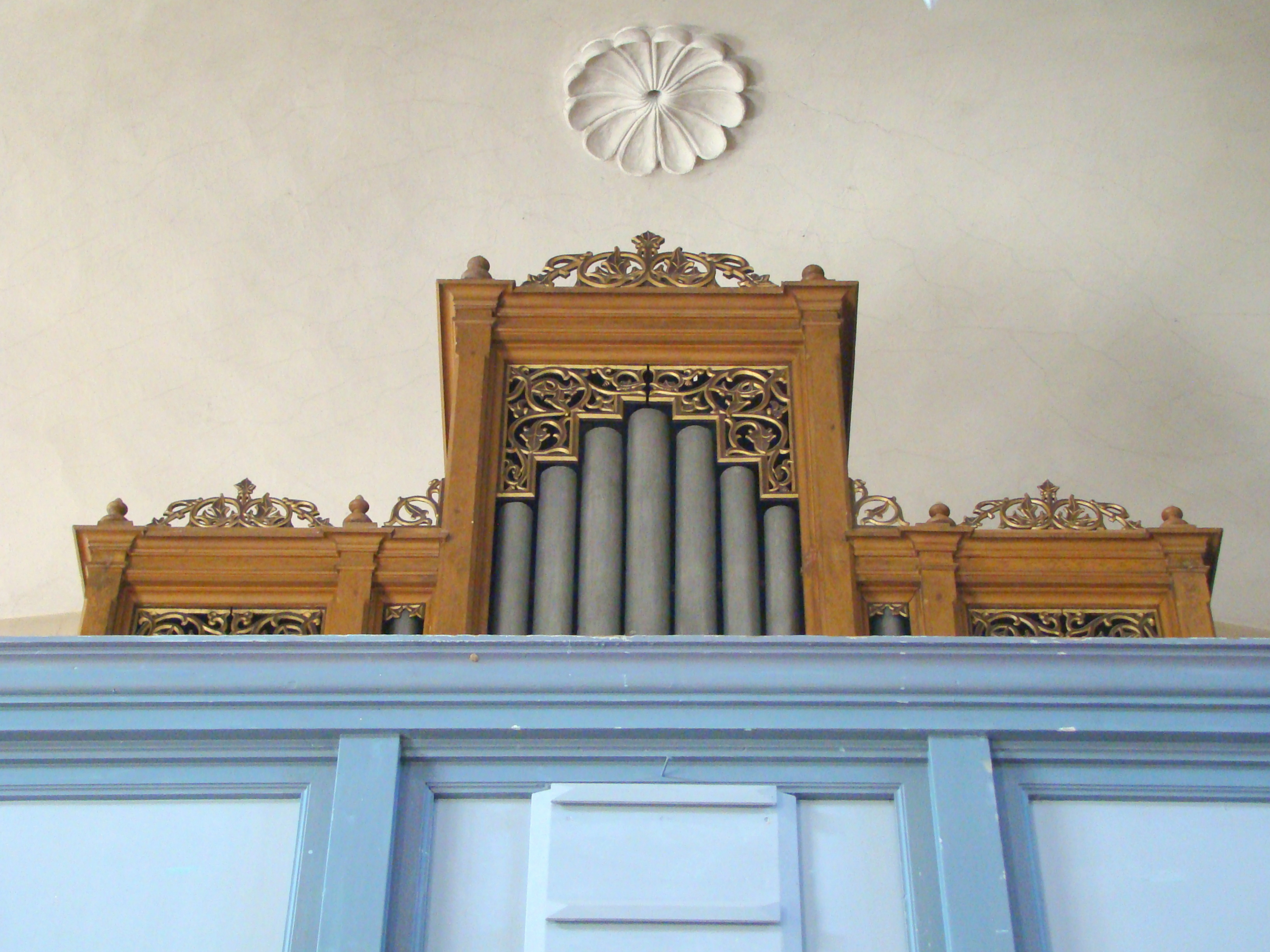
Orga bisericii datează din 1878, este amplasată în balconul de vest, perfect funcțională și a fost construită de Wilhelm Hörbiger

Biserica evanghelică din Făgăraș, județul Brașov, a fost finalizată în anul 1843. A fost precedată de o biserică medievală, al cărei patrimoniu mobil l-a moștenit parțial.

## Localitatea
Făgăraș (în maghiară Fogaras, în germană Fogarasch) este un municipiu în județul Brașov, Transilvania, România. Așezarea este atestată documentar din anul 1291 sub numele Fogros.

## Biserica
A fost construită în 1843, pe locul bisericii vechi, pastor luteran fiind Andreas Wellmann, iar căpitan al districtului Făgăraș, Carl von Brukenthal. Este o biserică-sală de mari dimensiuni, cu turn-clopotniță la capătul nordic și fără absidă, purtând influențe neoclasice. Din biserica veche au fost transferate altarul, baldachinul amvonului, cristelnița, o statuie din lemn policrom a apostolului Pavel și trei pietre de mormânt (păstrate în vestibulul bisericii), precum și două lăzi din secolul al XVIII-lea.
Turnul cu ceas găzduiește trei clopote, cel mare fiind turnat în 1804.
Strana preotului, realizată în stil neoclasic, a fost inițial vopsită în vernil, cu elemente decorate cu foiță de aur. Sub vopseaua actuală păstrează o inscripție de donație a lui Carl von Brukenthal, iar pe o laterală blazonul realizat în basorelief al acestuia.
În biserică se păstrează și un portret, în ulei pe pânză, al Catharinei Bangot, realizat în 1815, și portretul în creion și cărbune al preotului Andreas Wellmann.
În biserica din Făgăraș au fost adăpostite orga realizată de Johannes Prause în 1780 și un pupitru pictat din 1766 de la biserica din Felmer.

## Vezi și
- Făgăraș
- Biserica Evanghelică de Confesiune Augustană din România

## Imagini din exterior

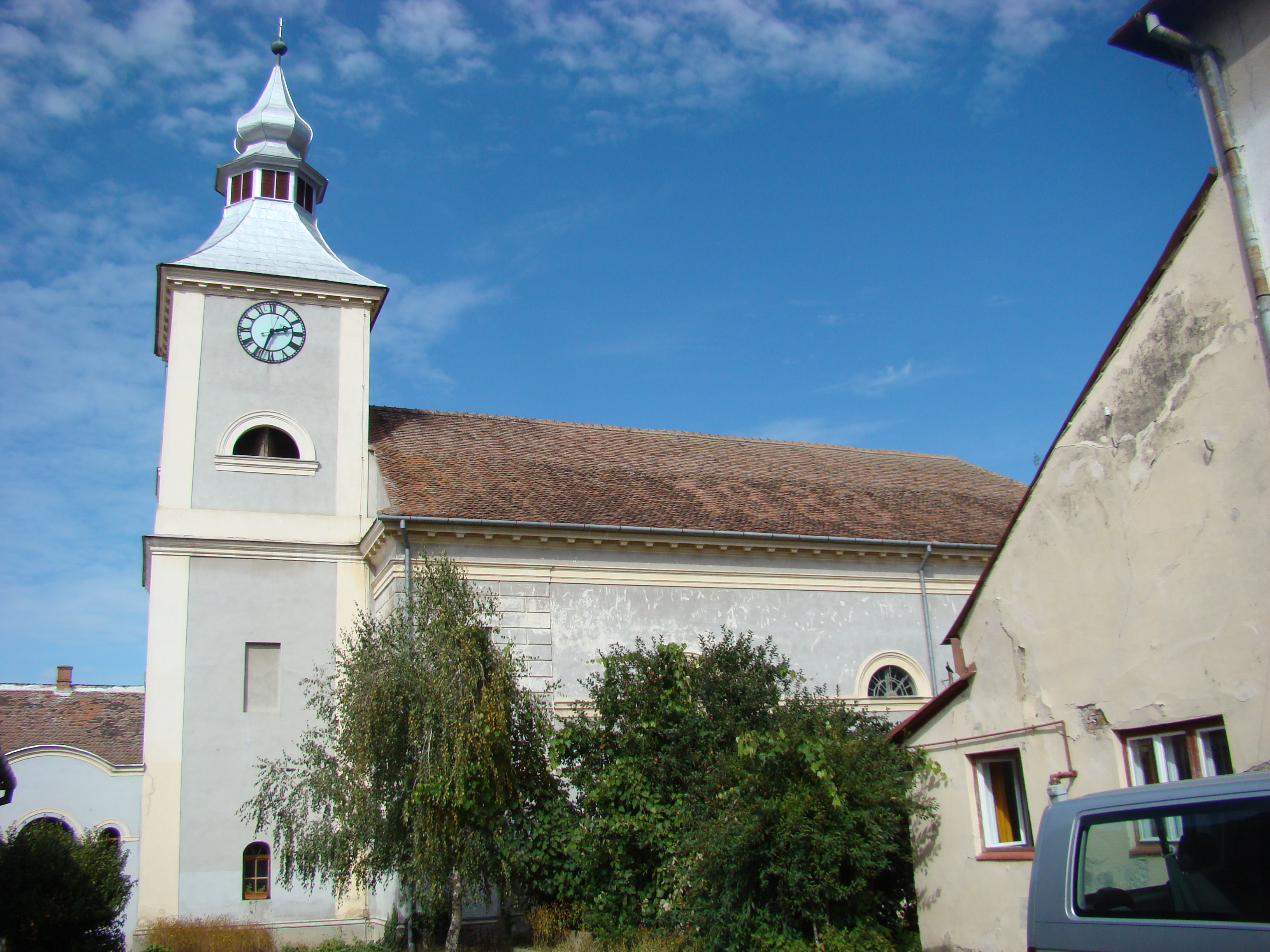
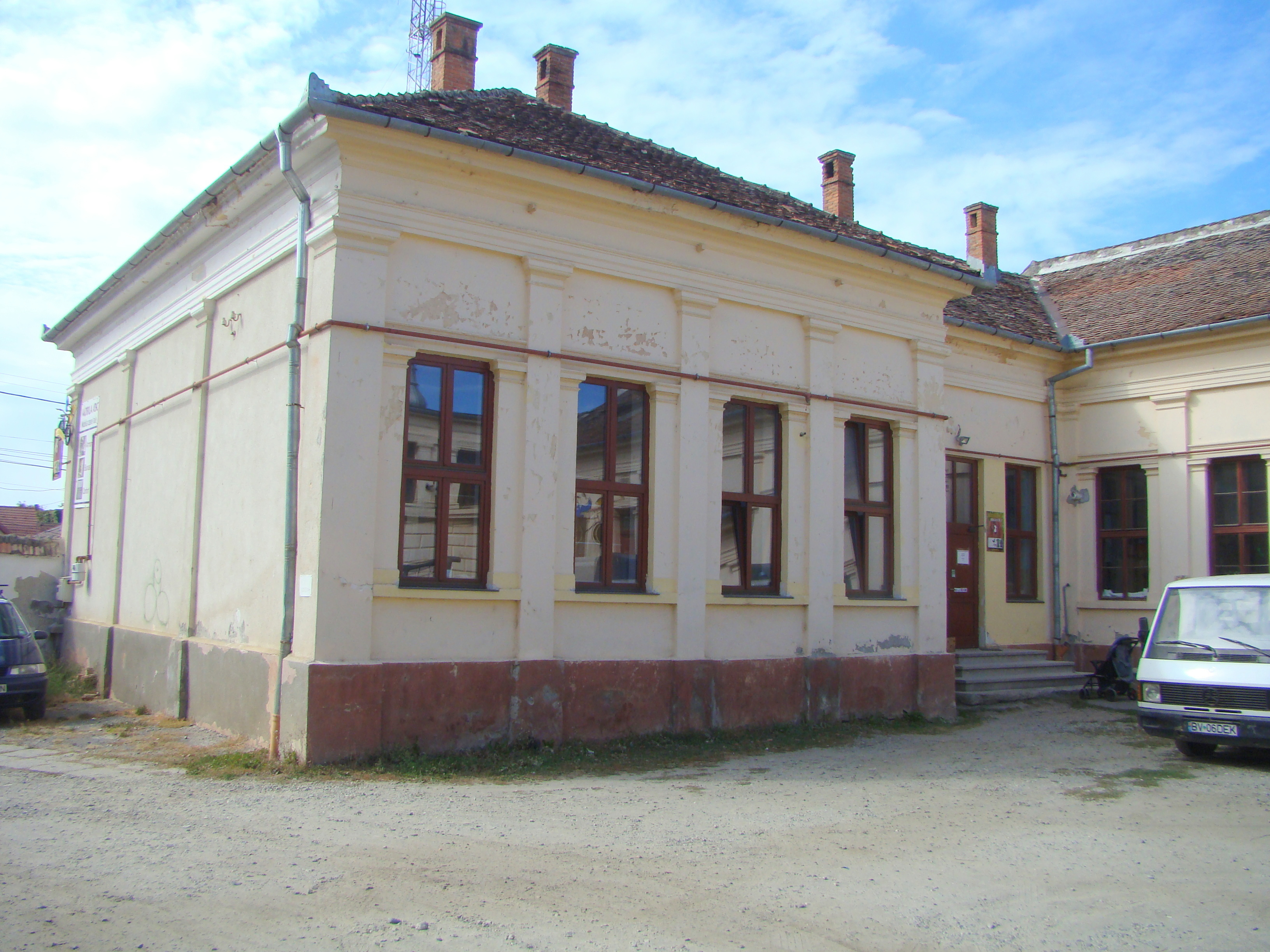
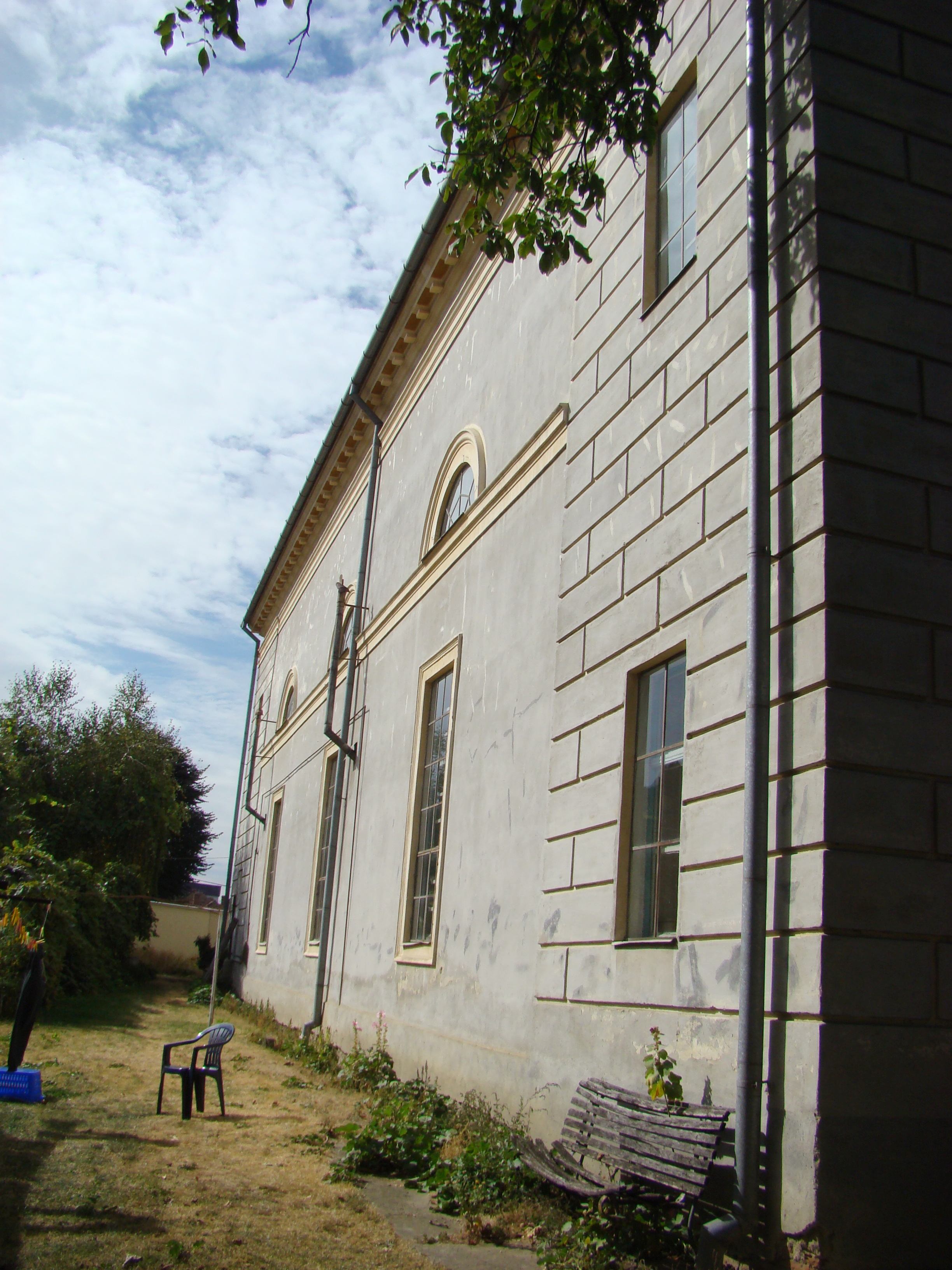
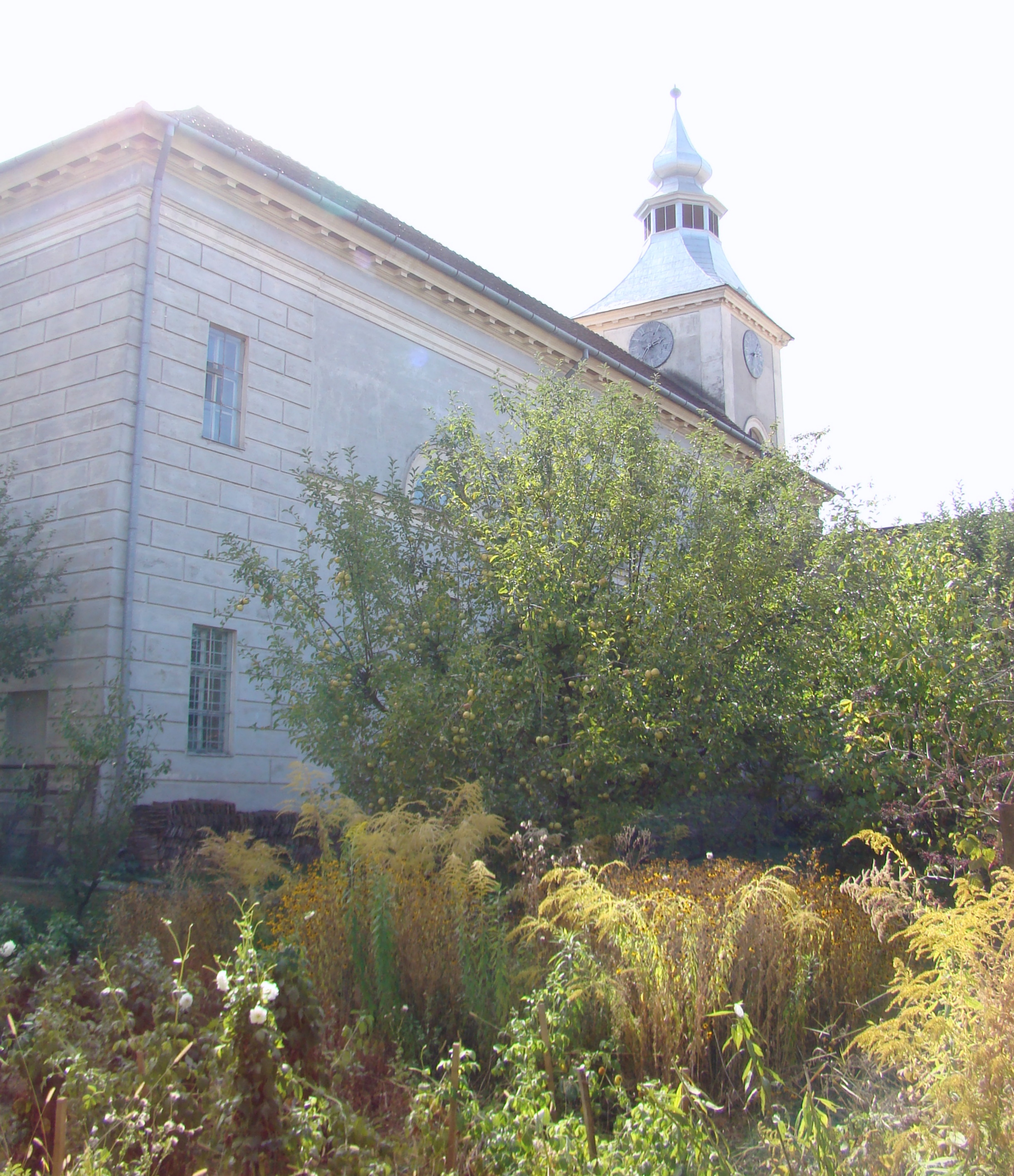
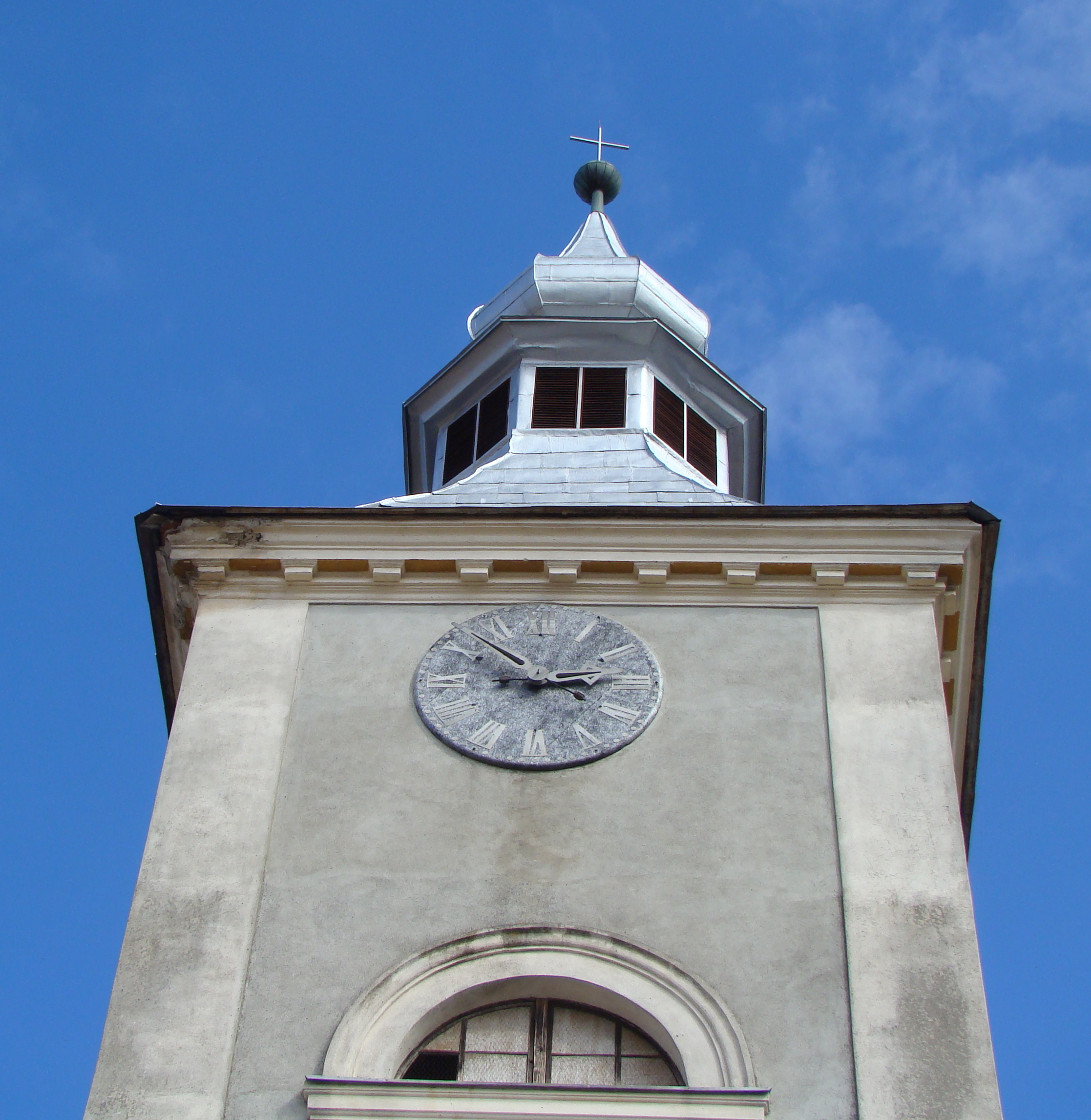
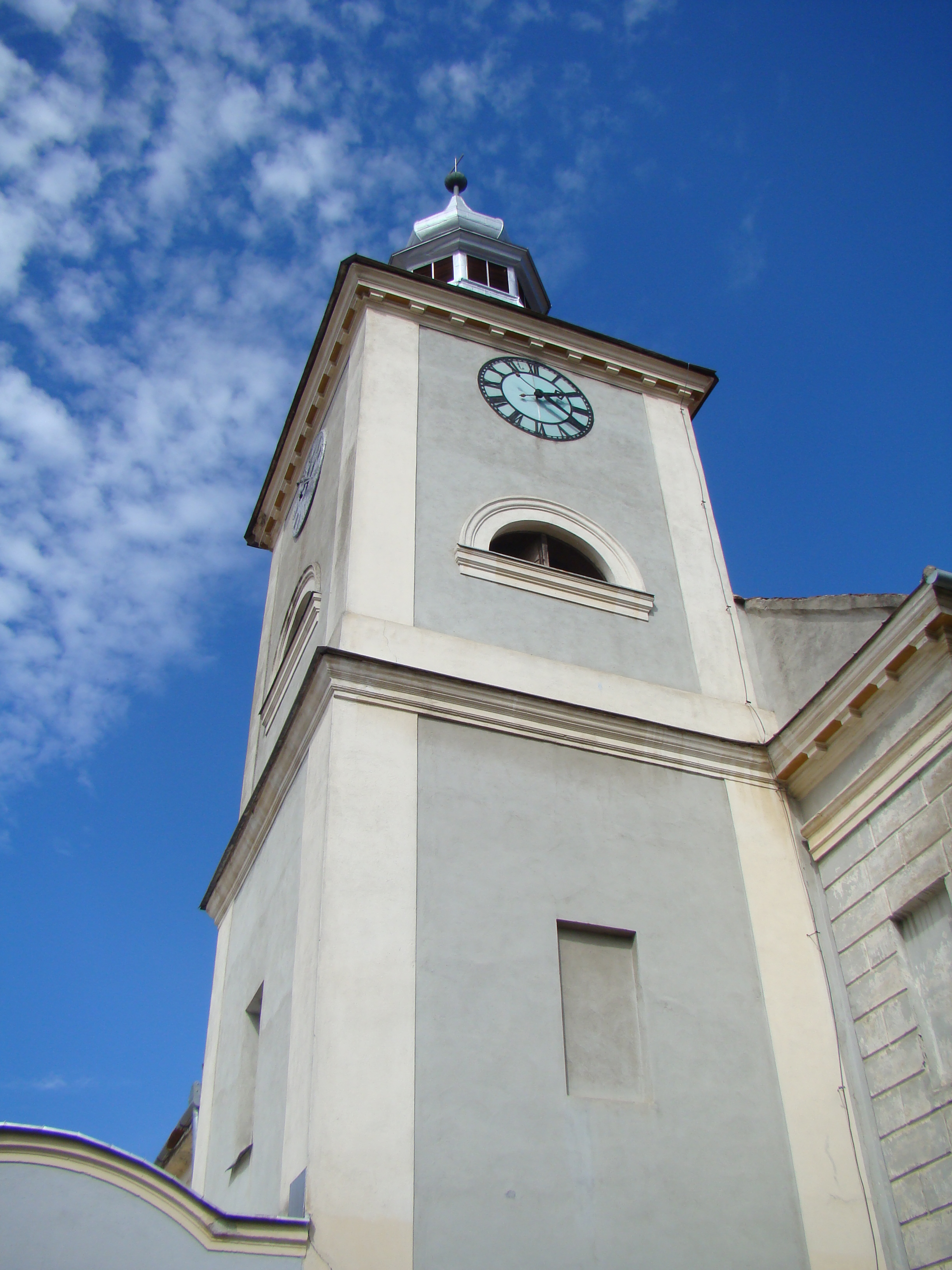
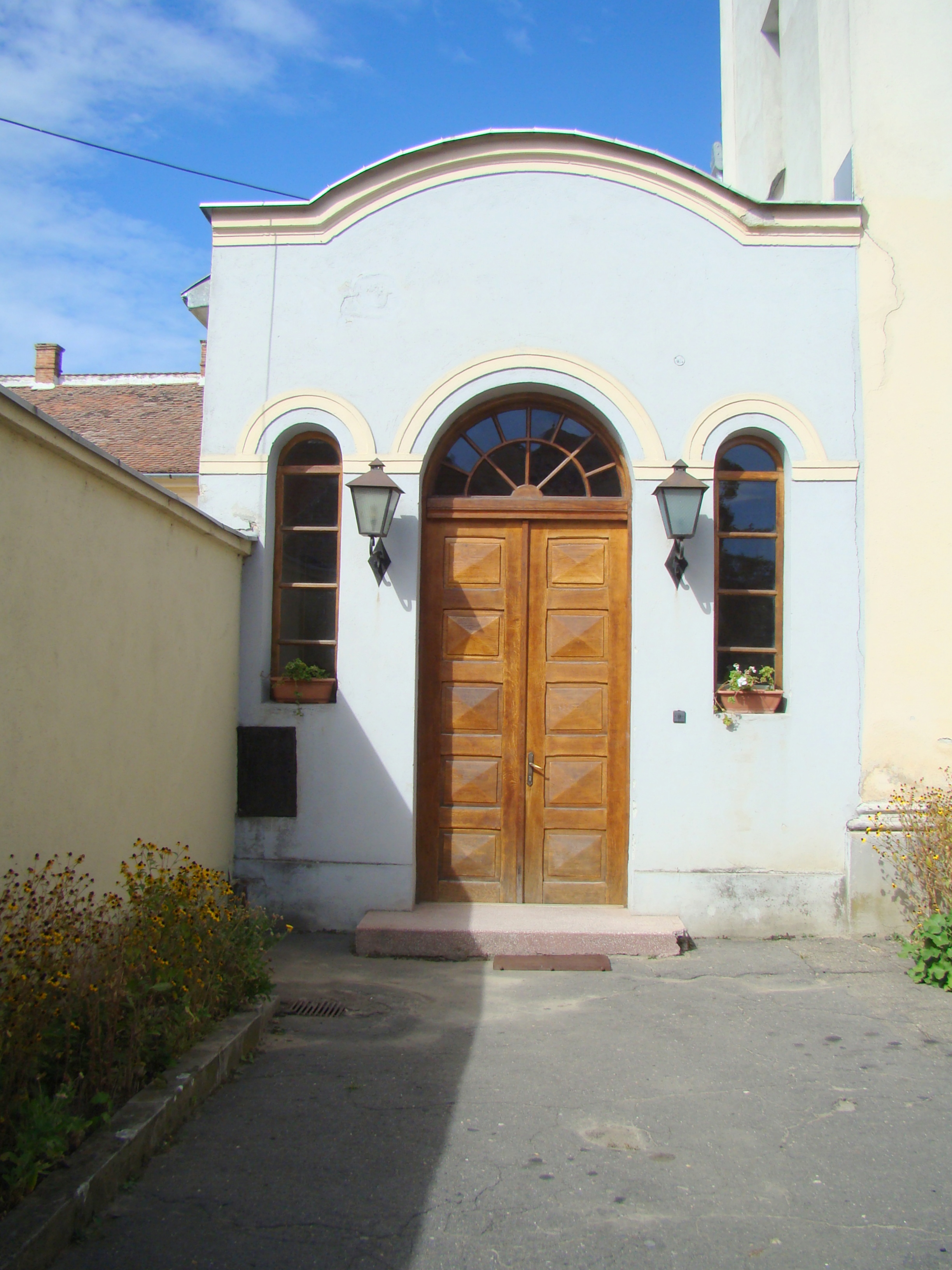
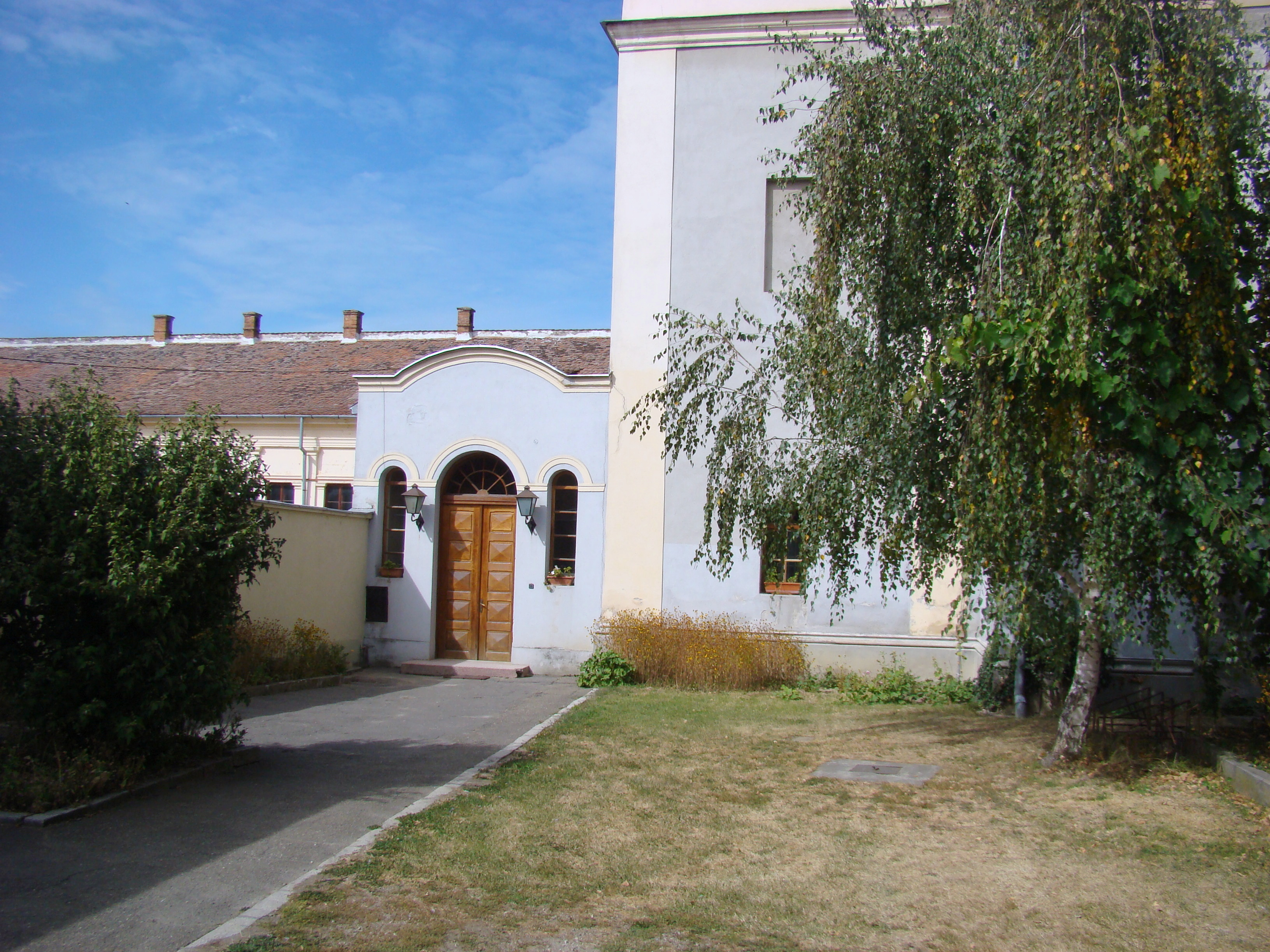
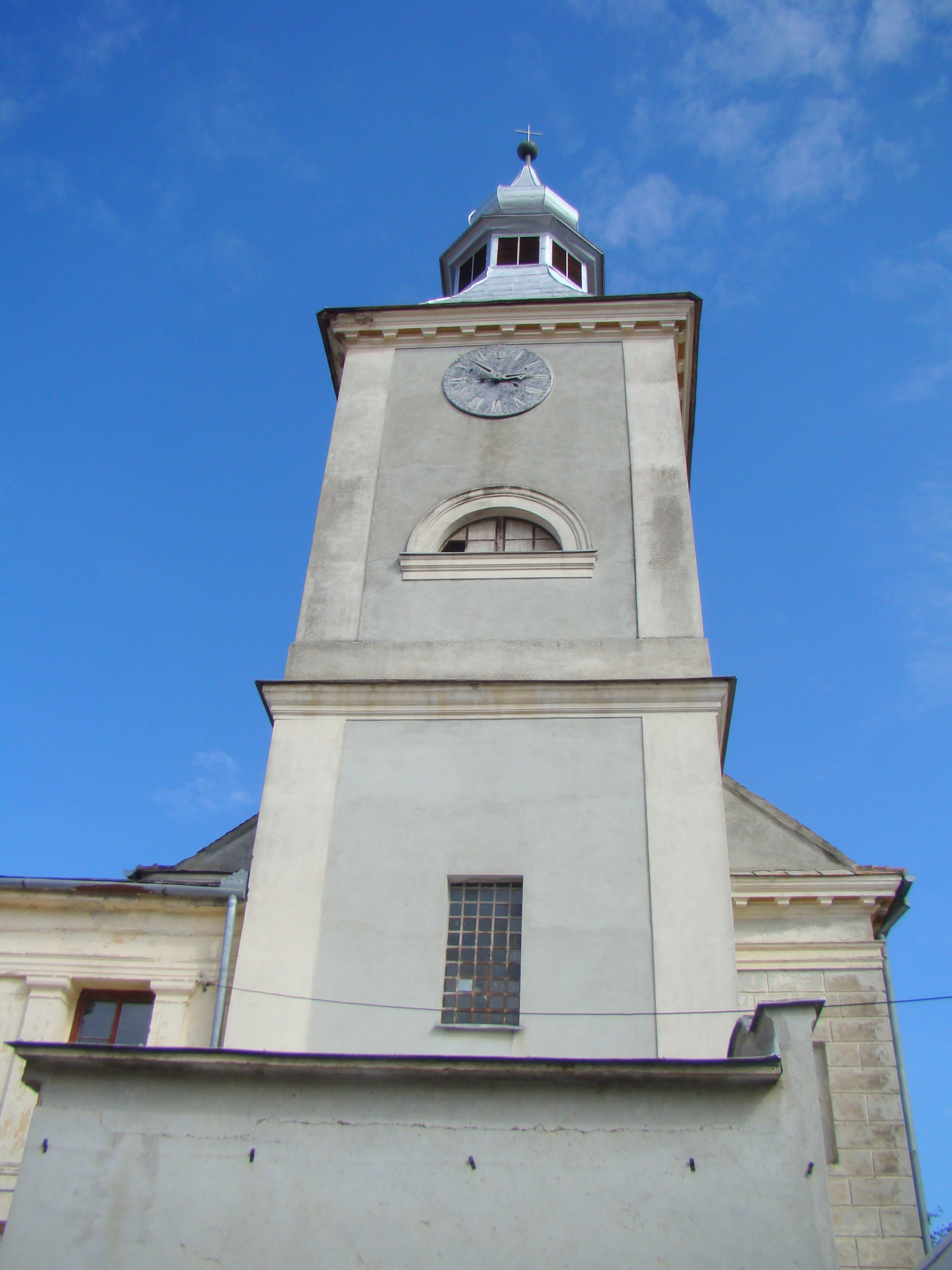
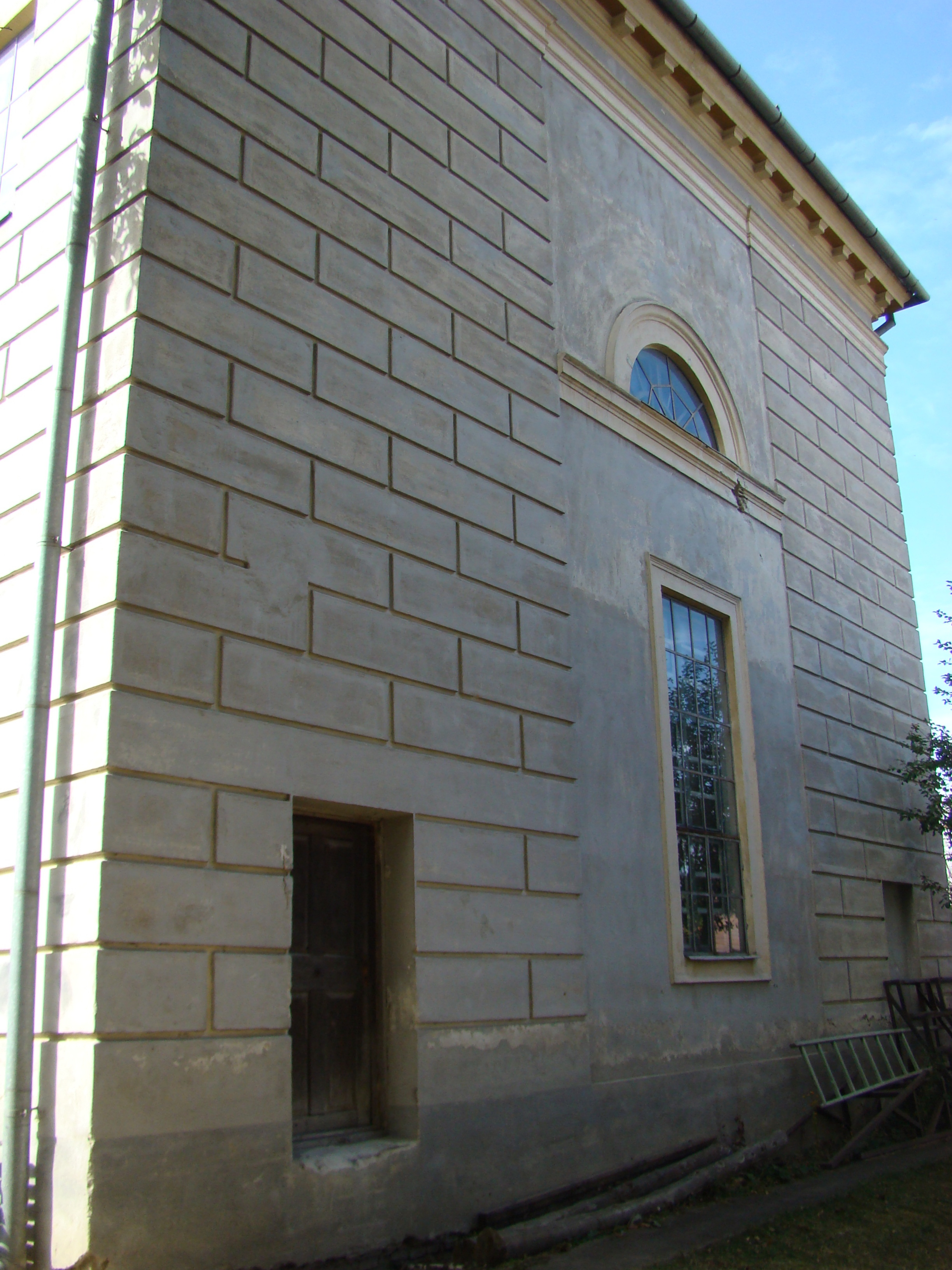
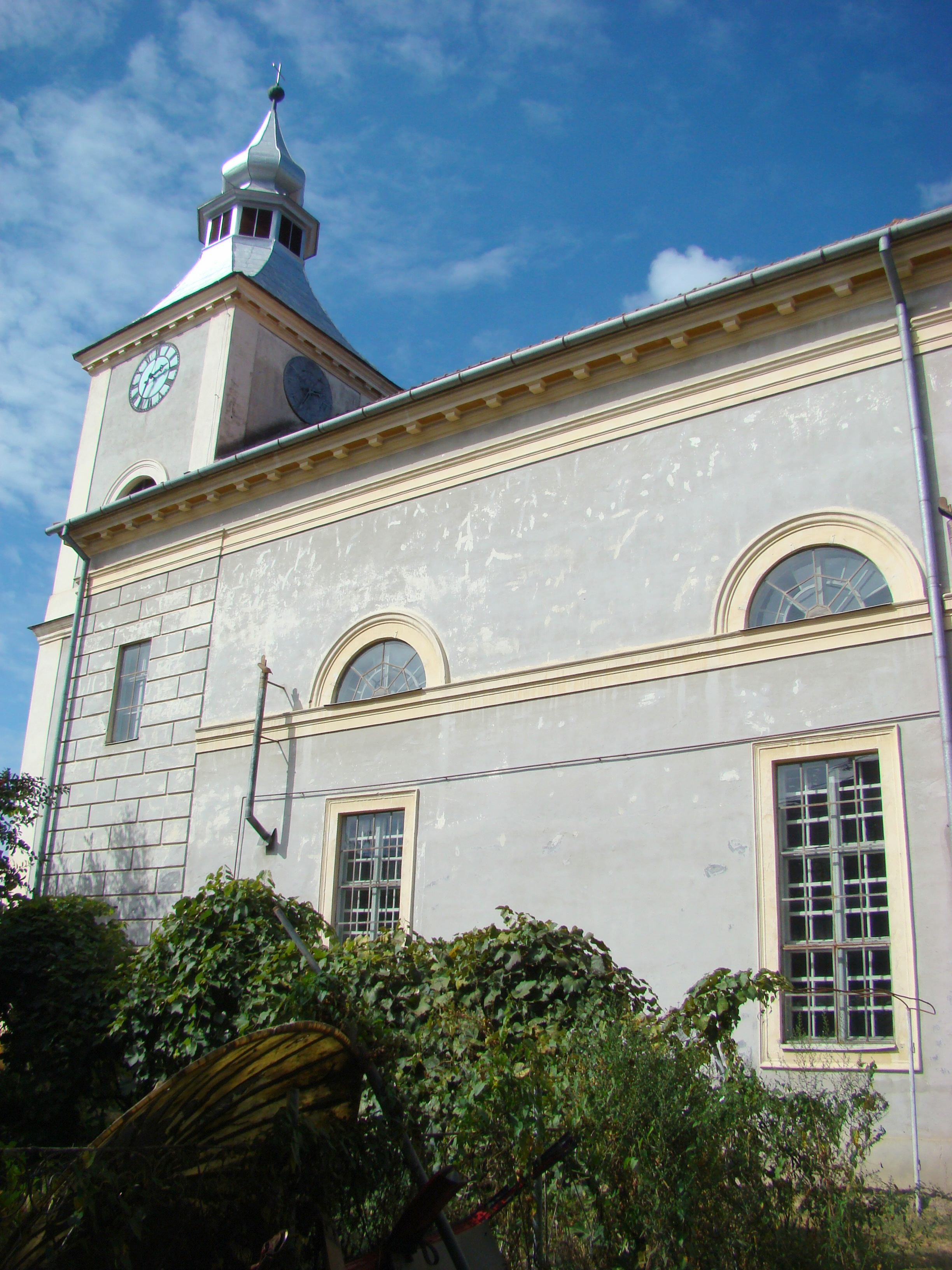

## Imagini din interior

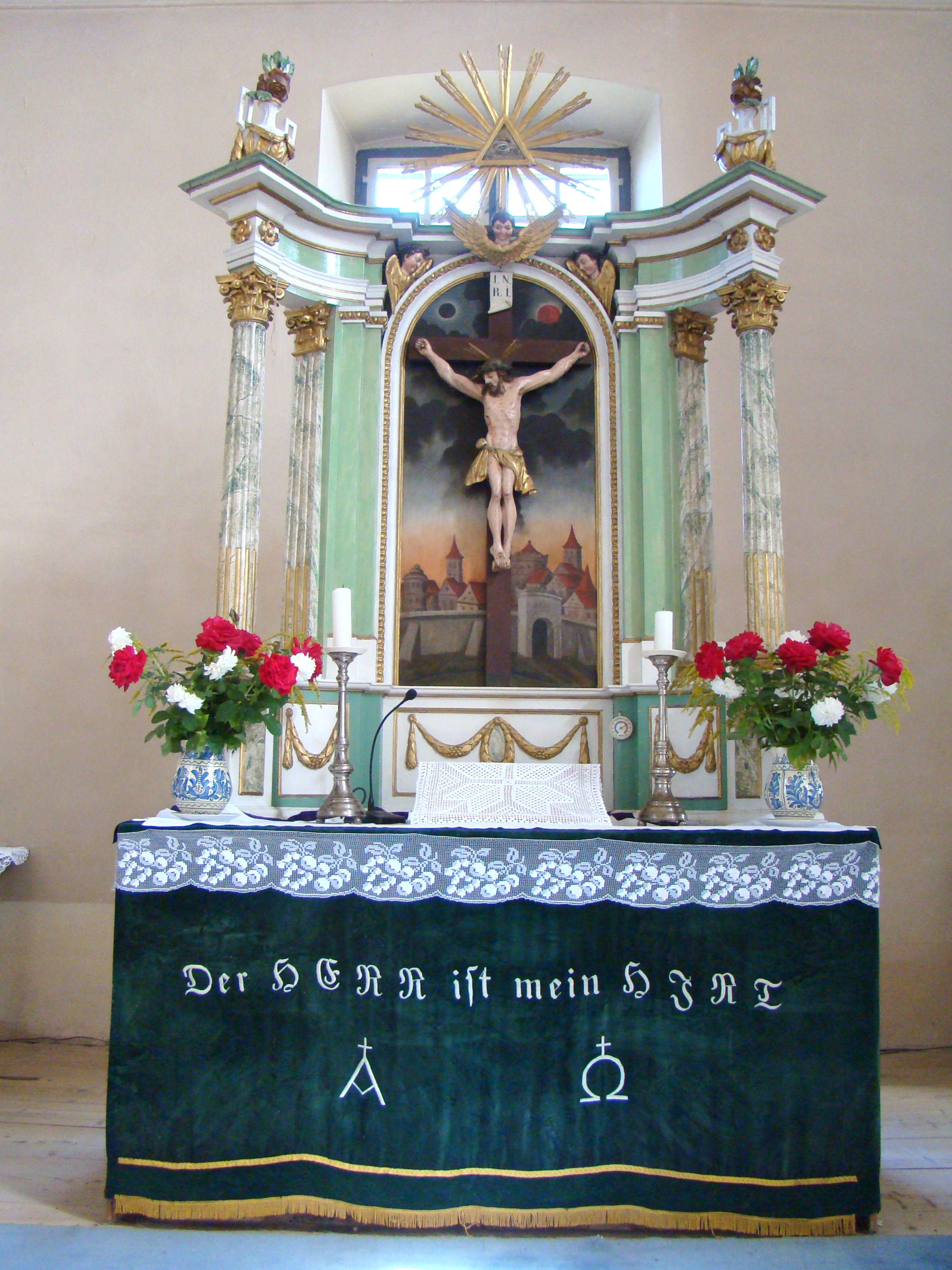
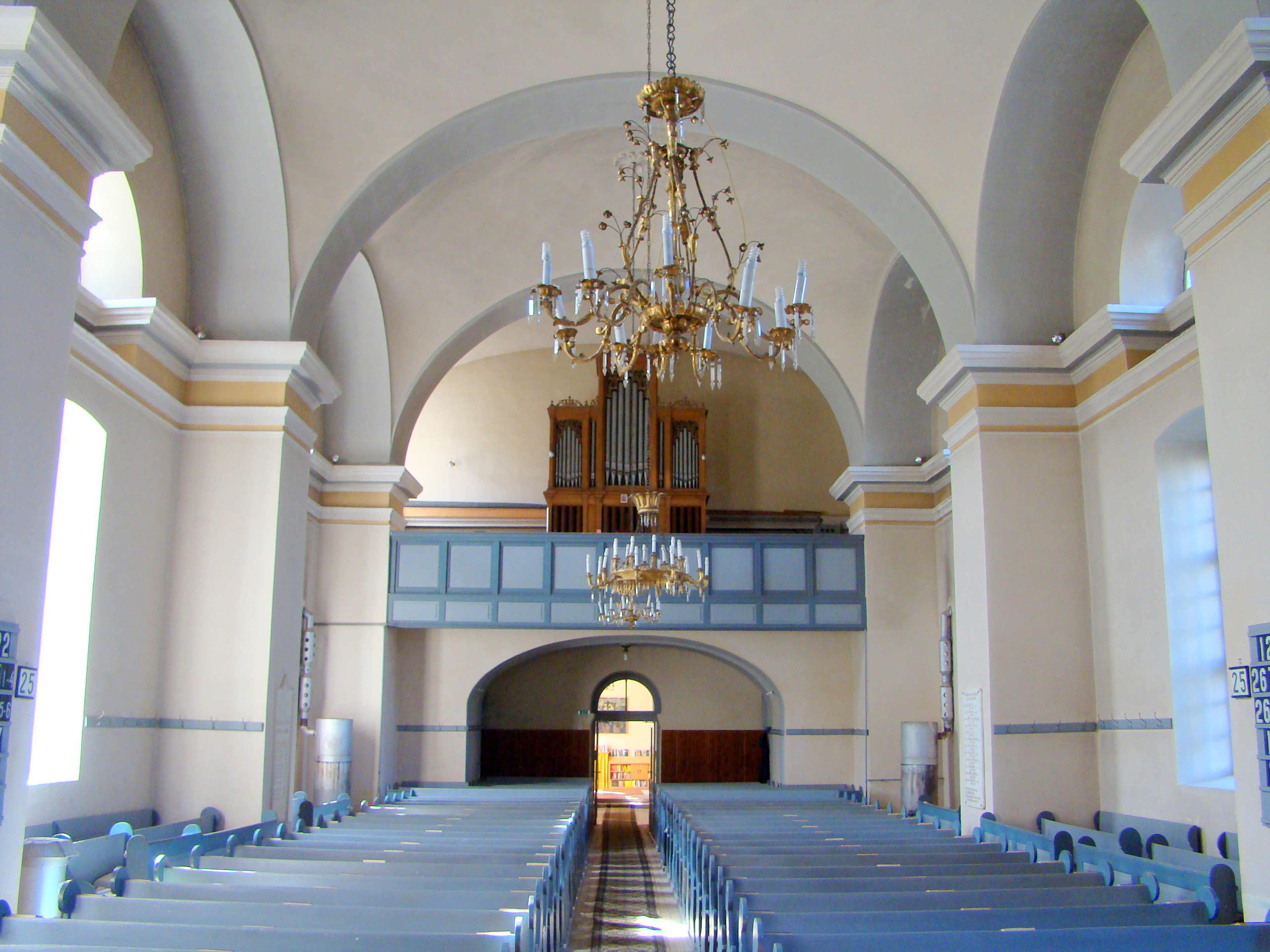
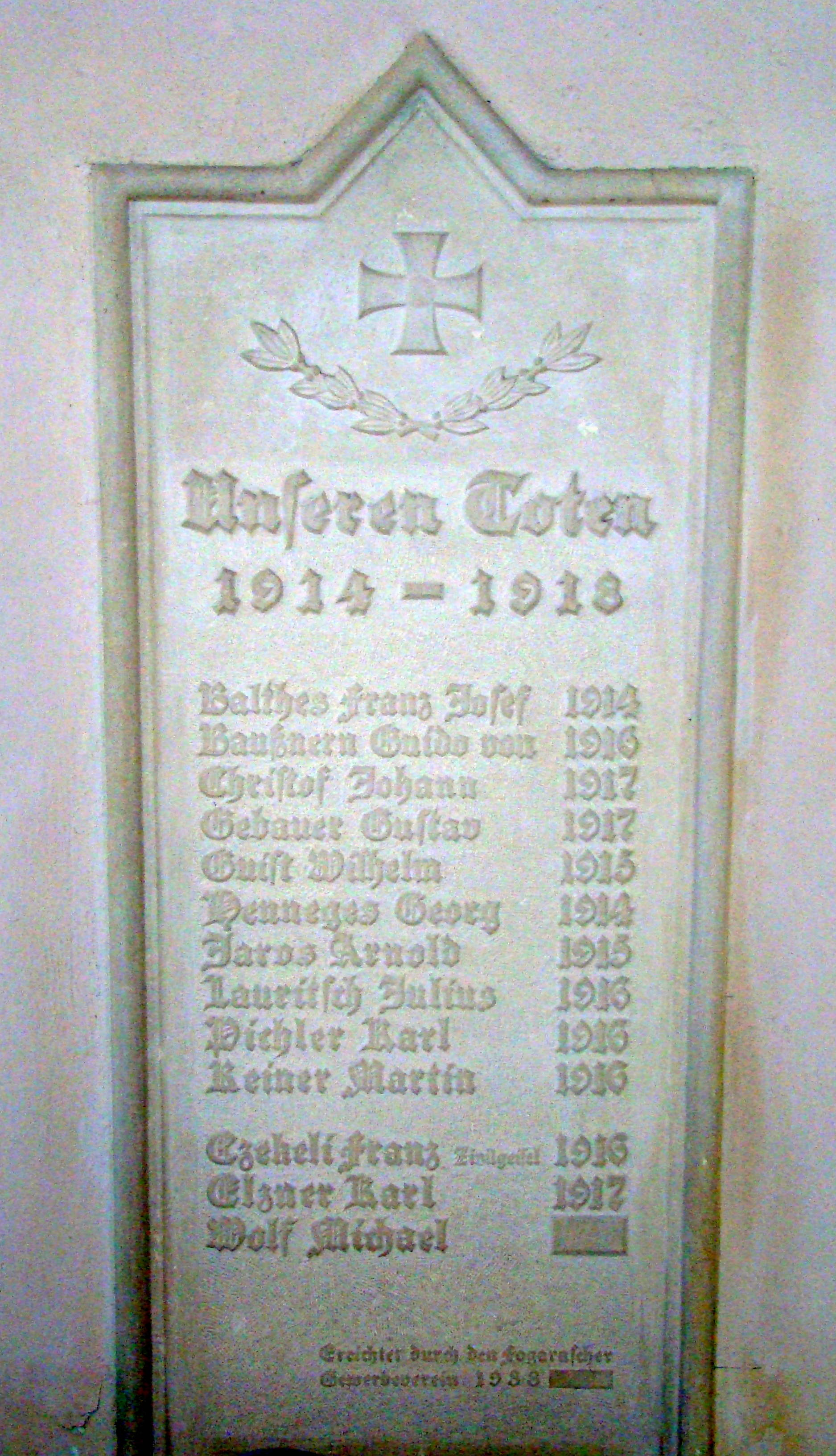
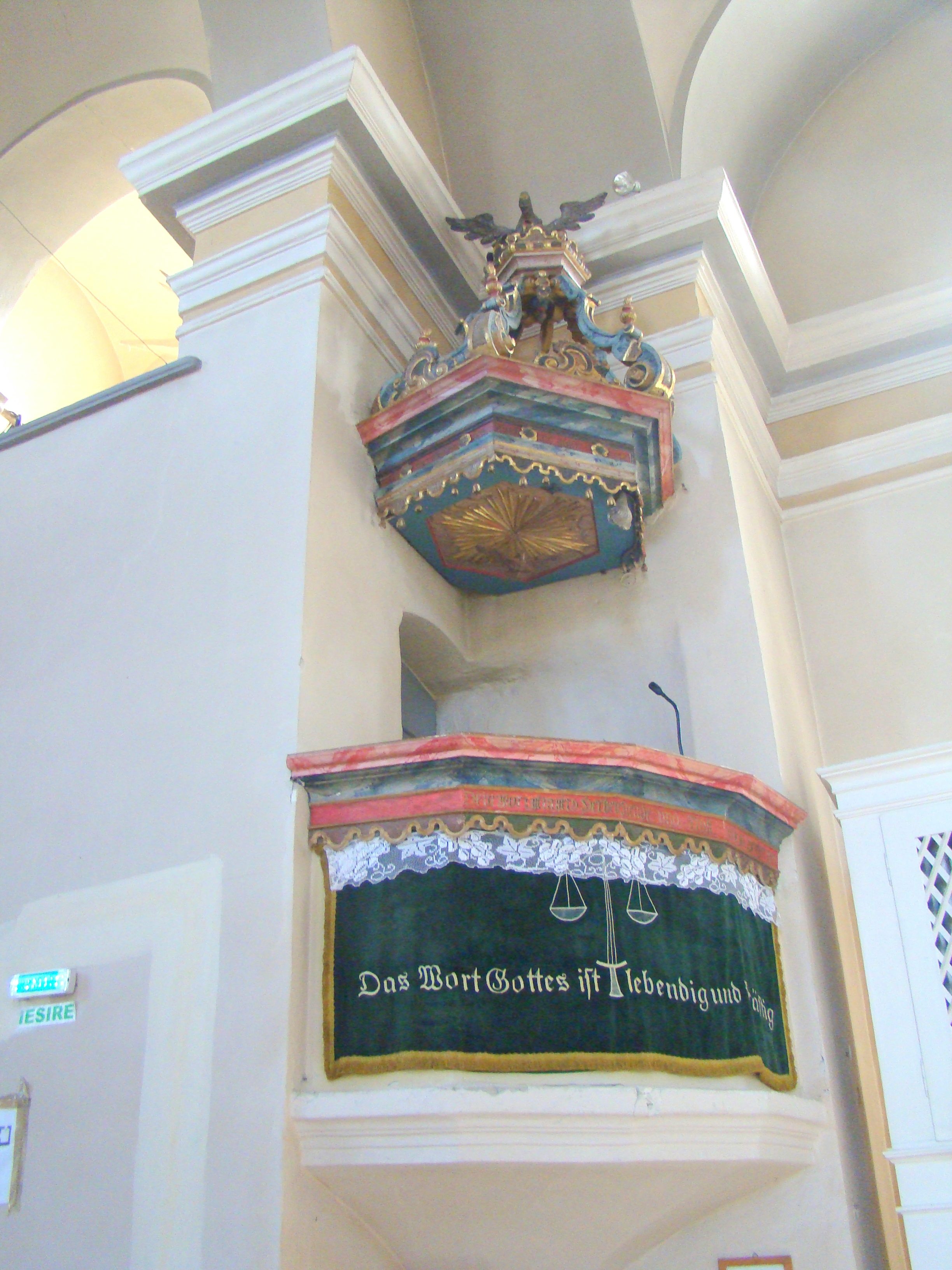
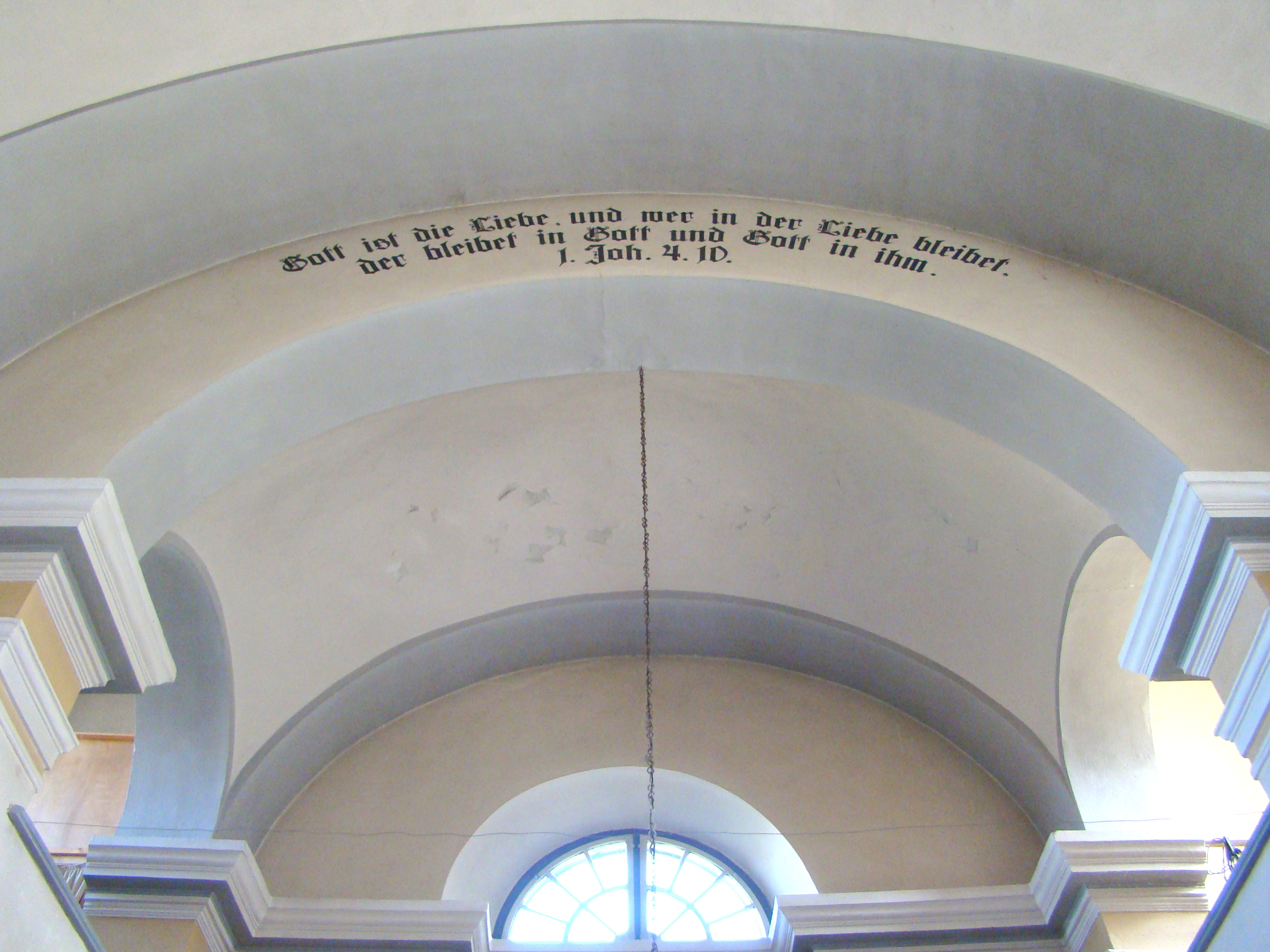
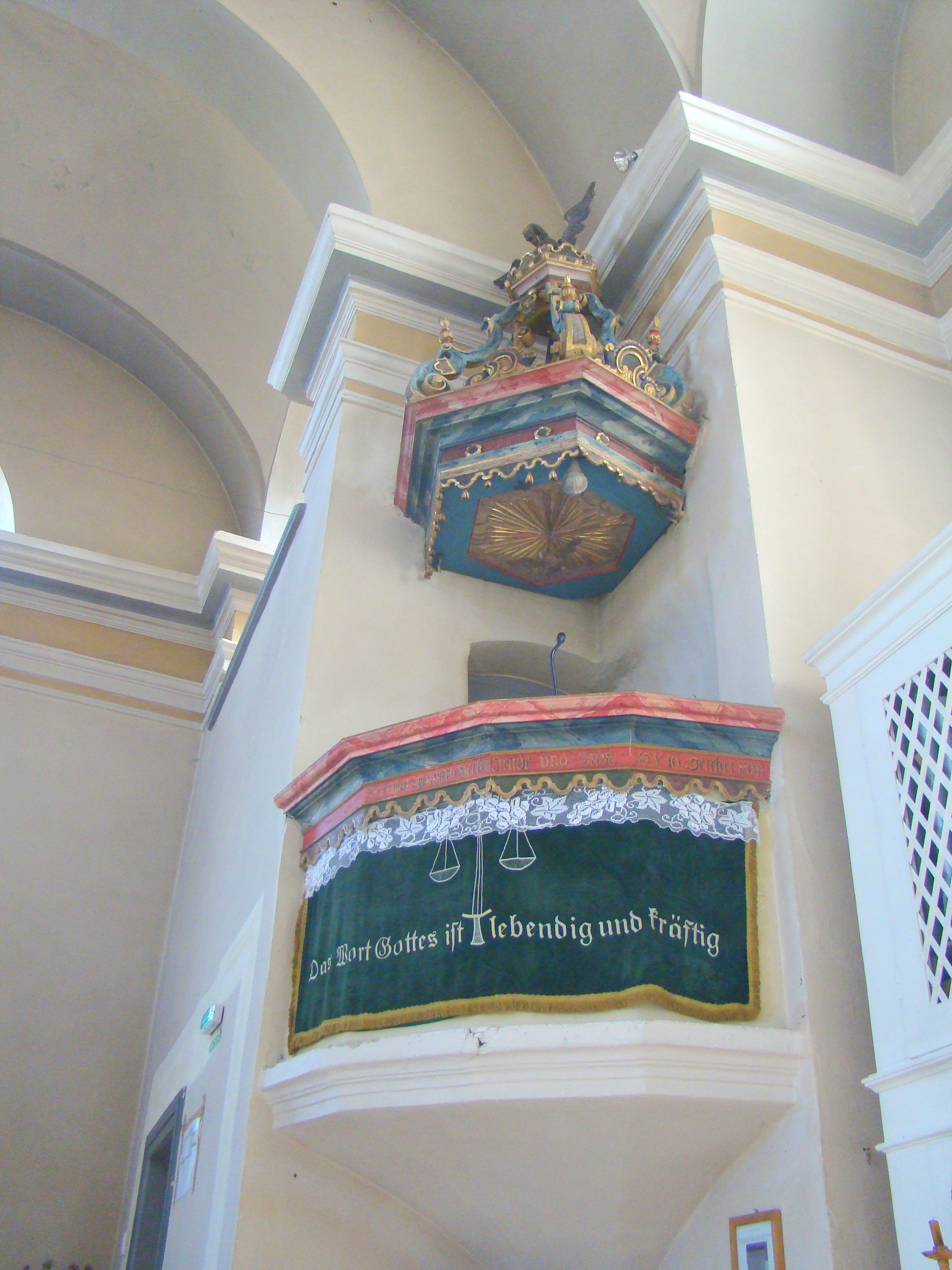
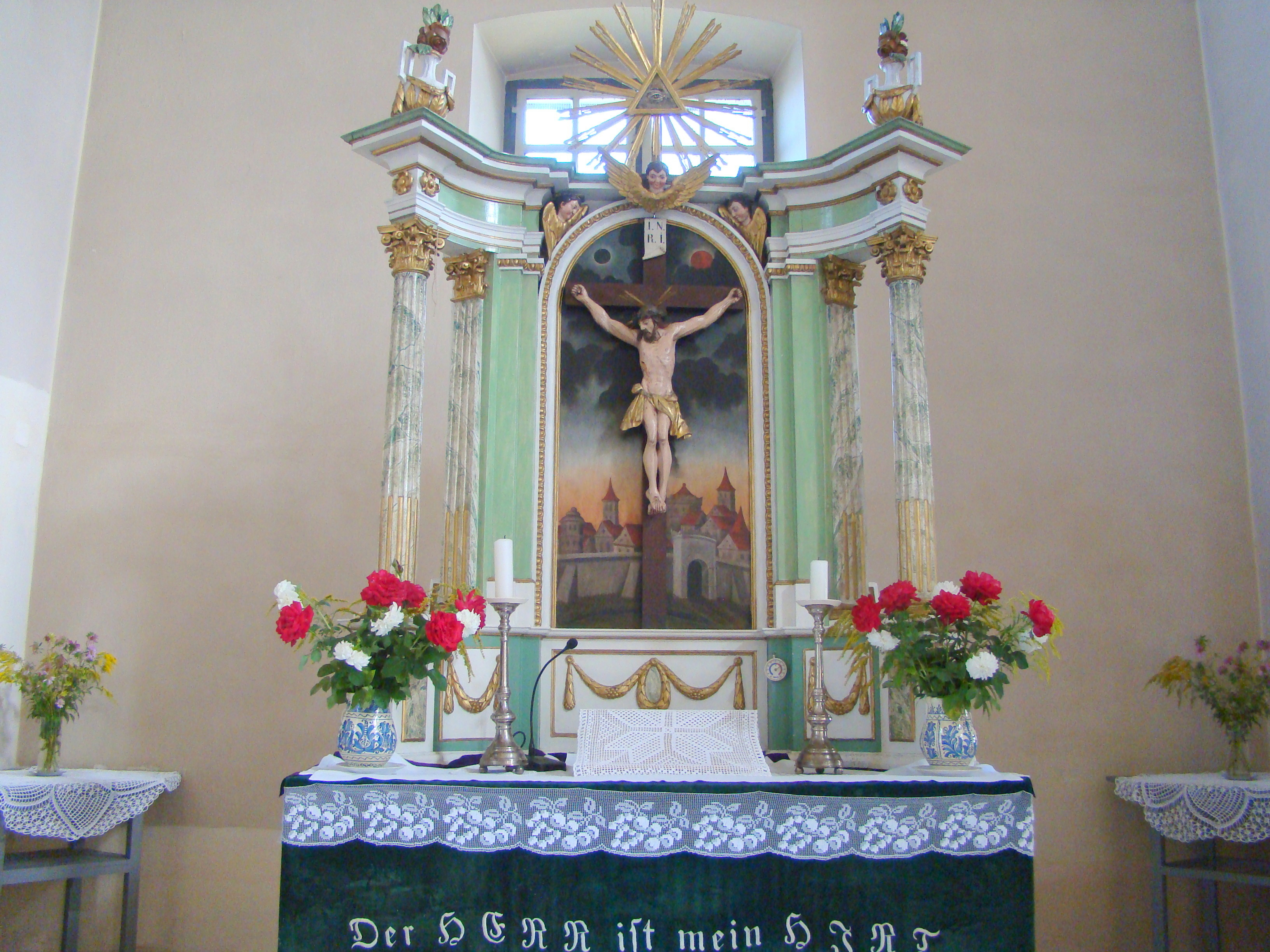
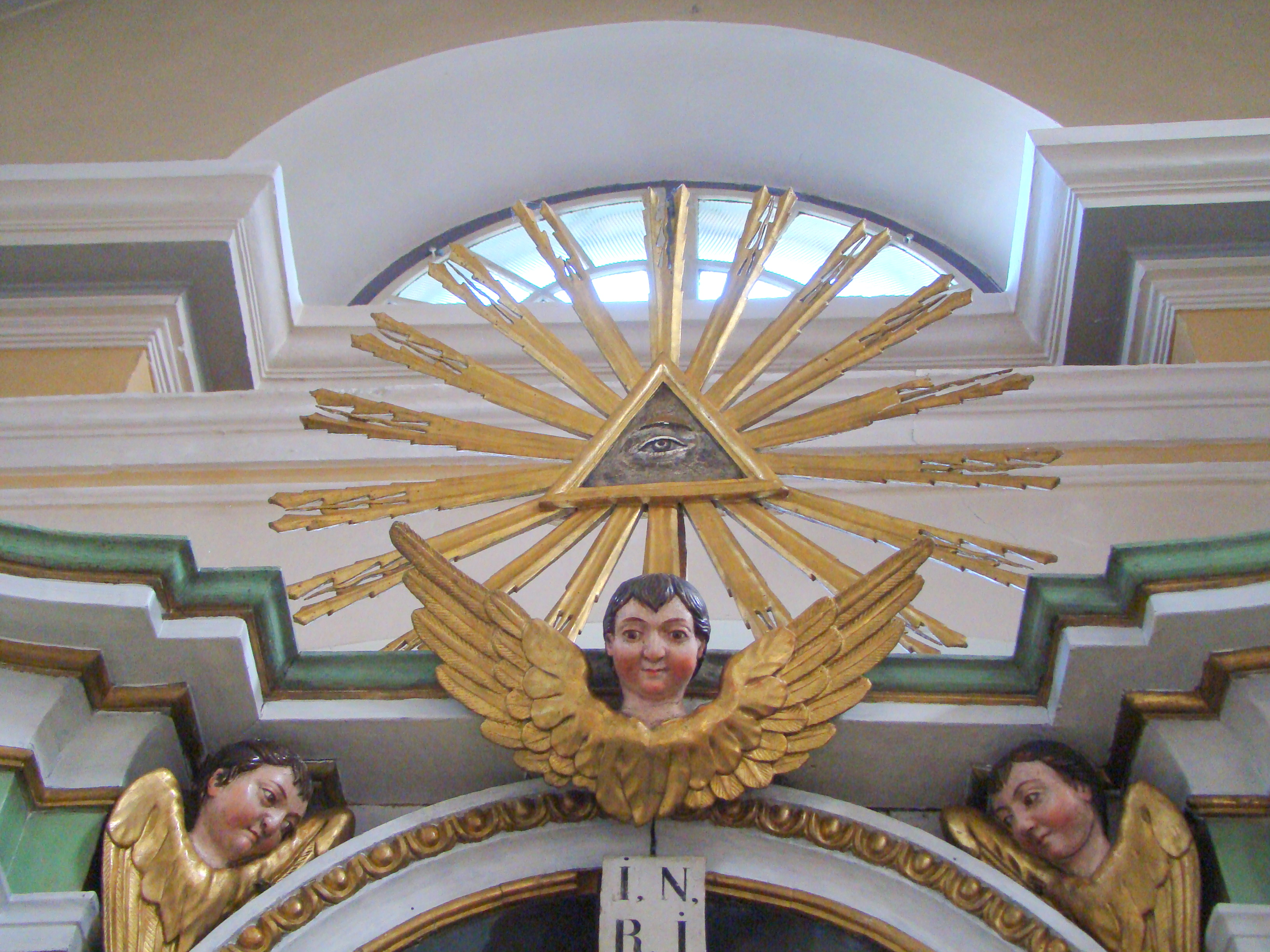
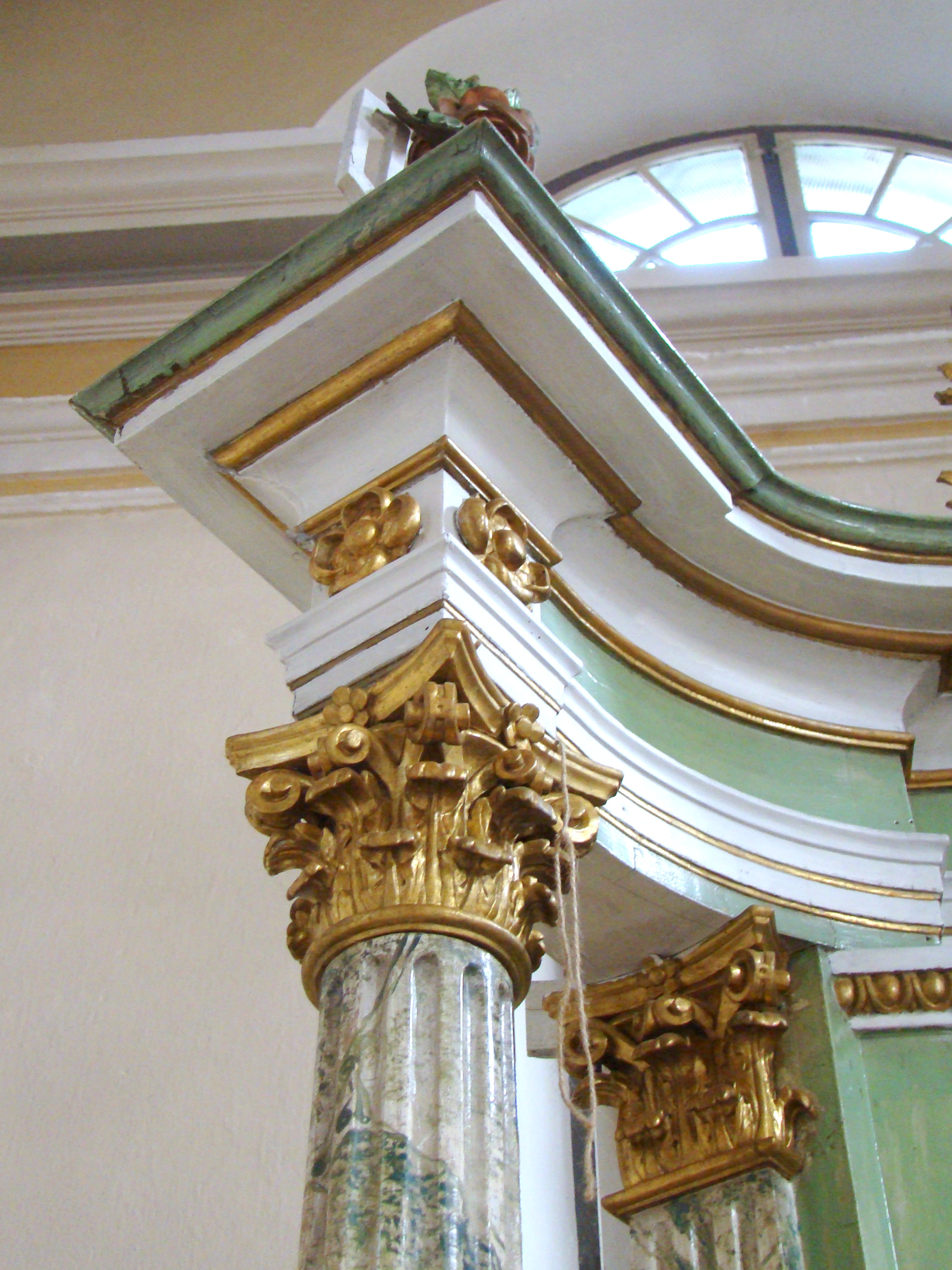
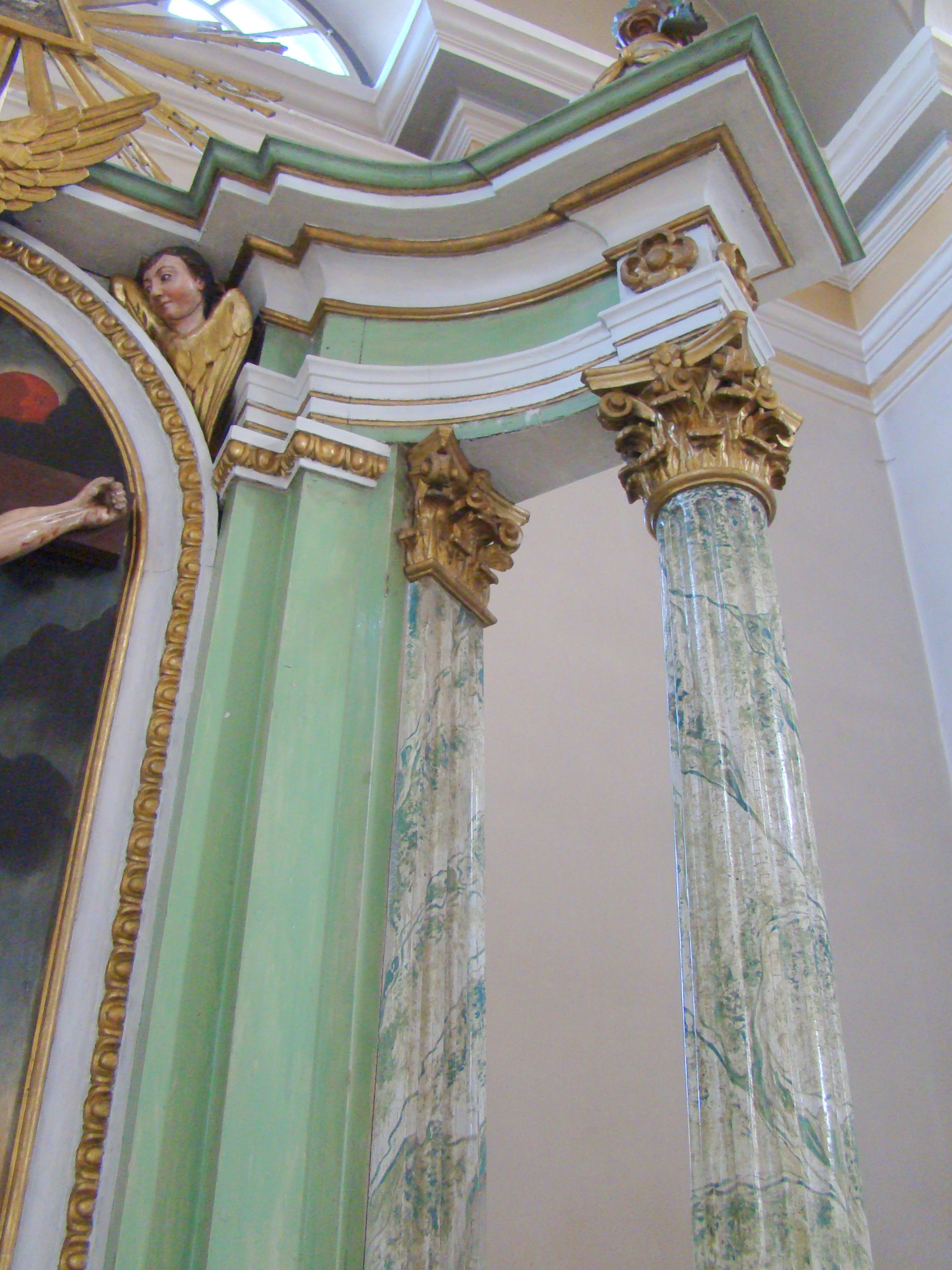
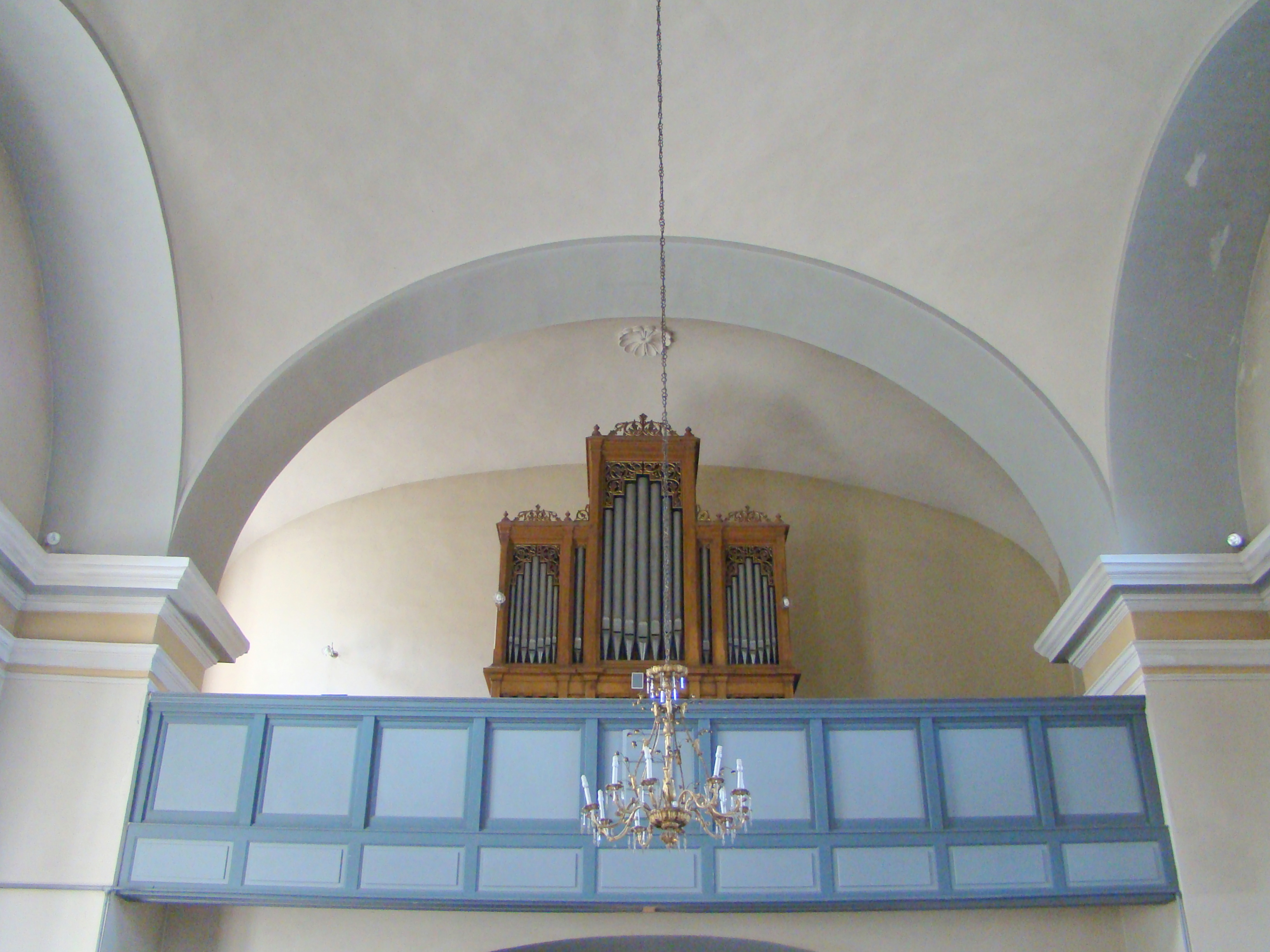
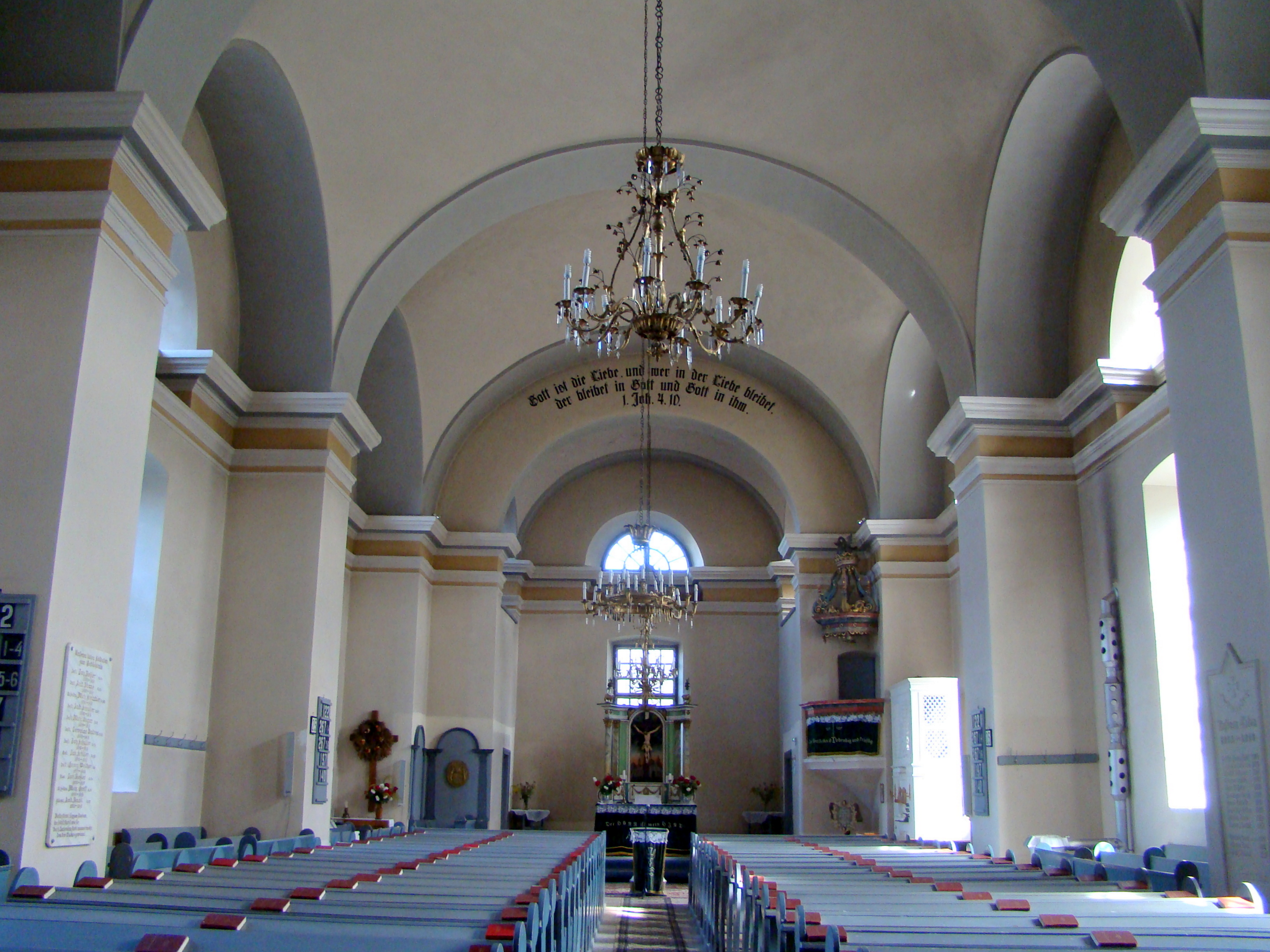
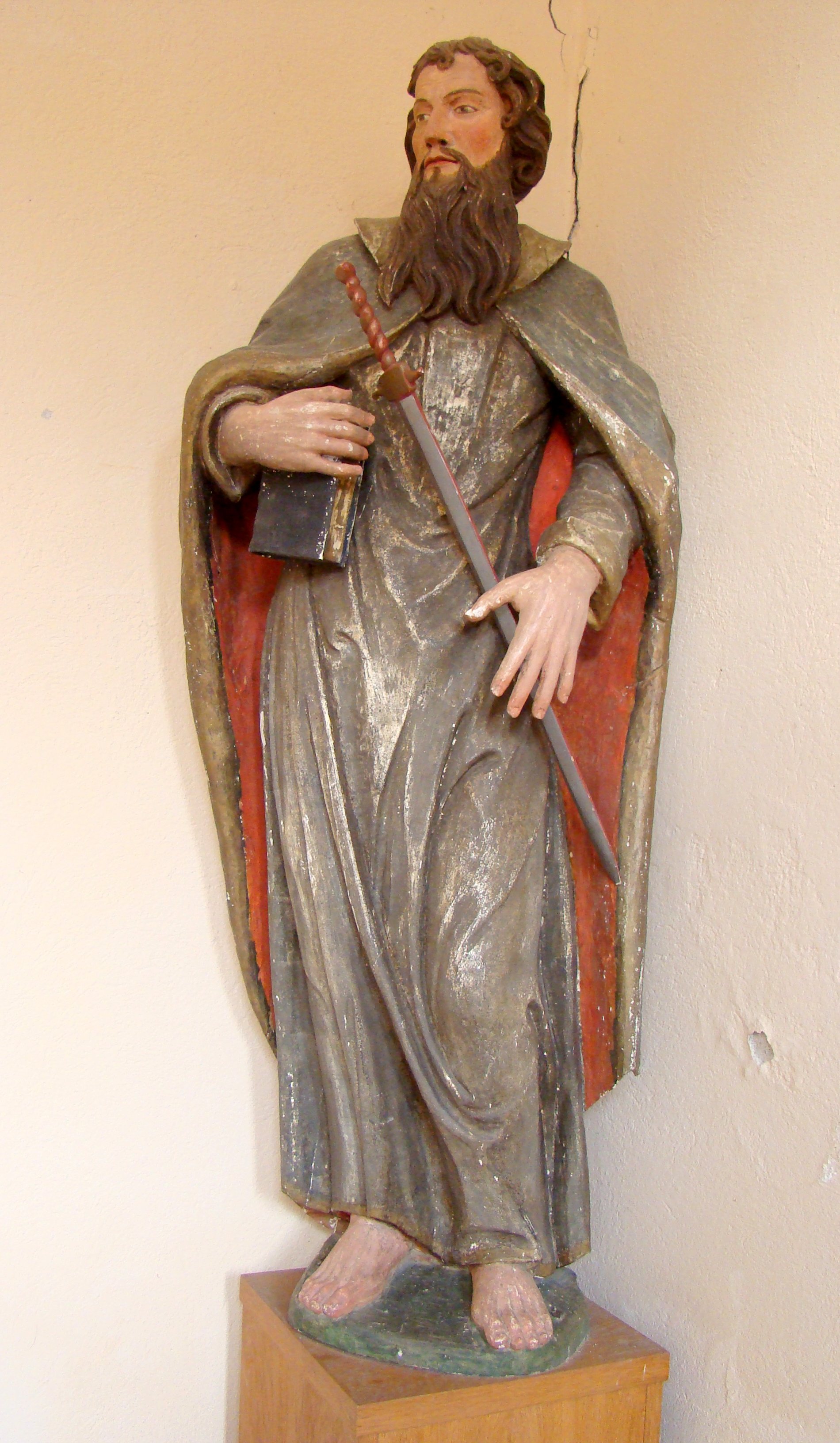
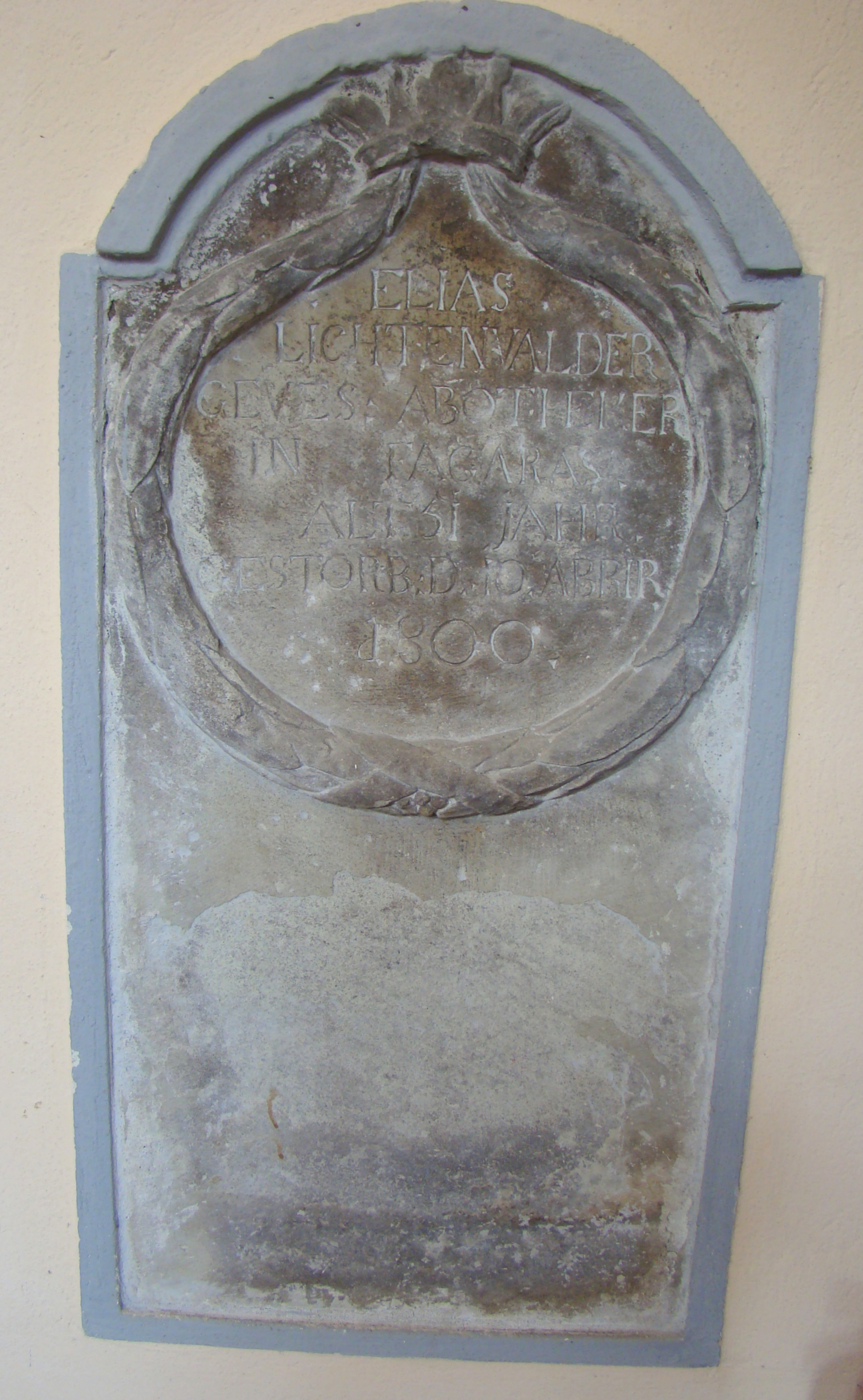
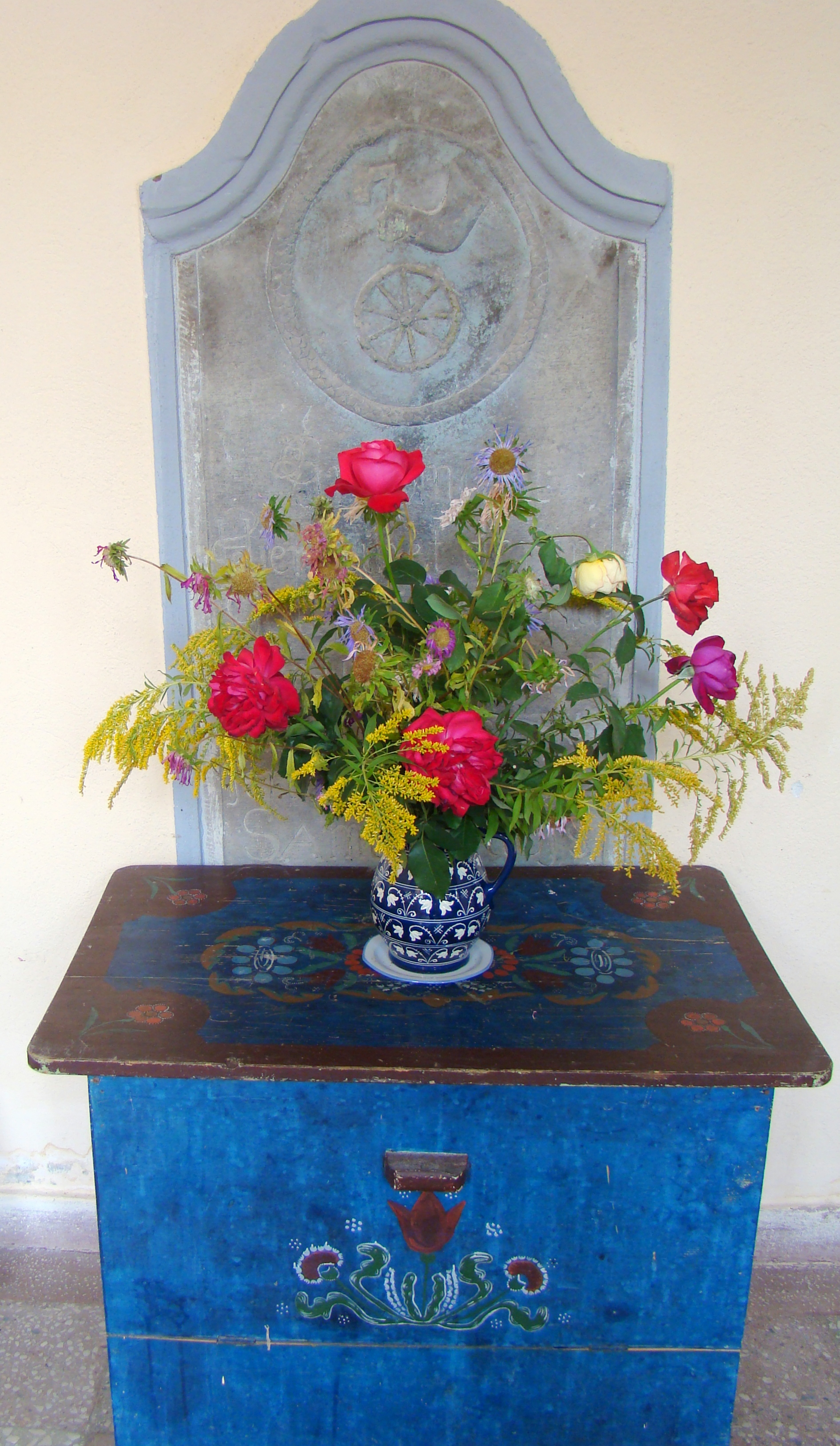
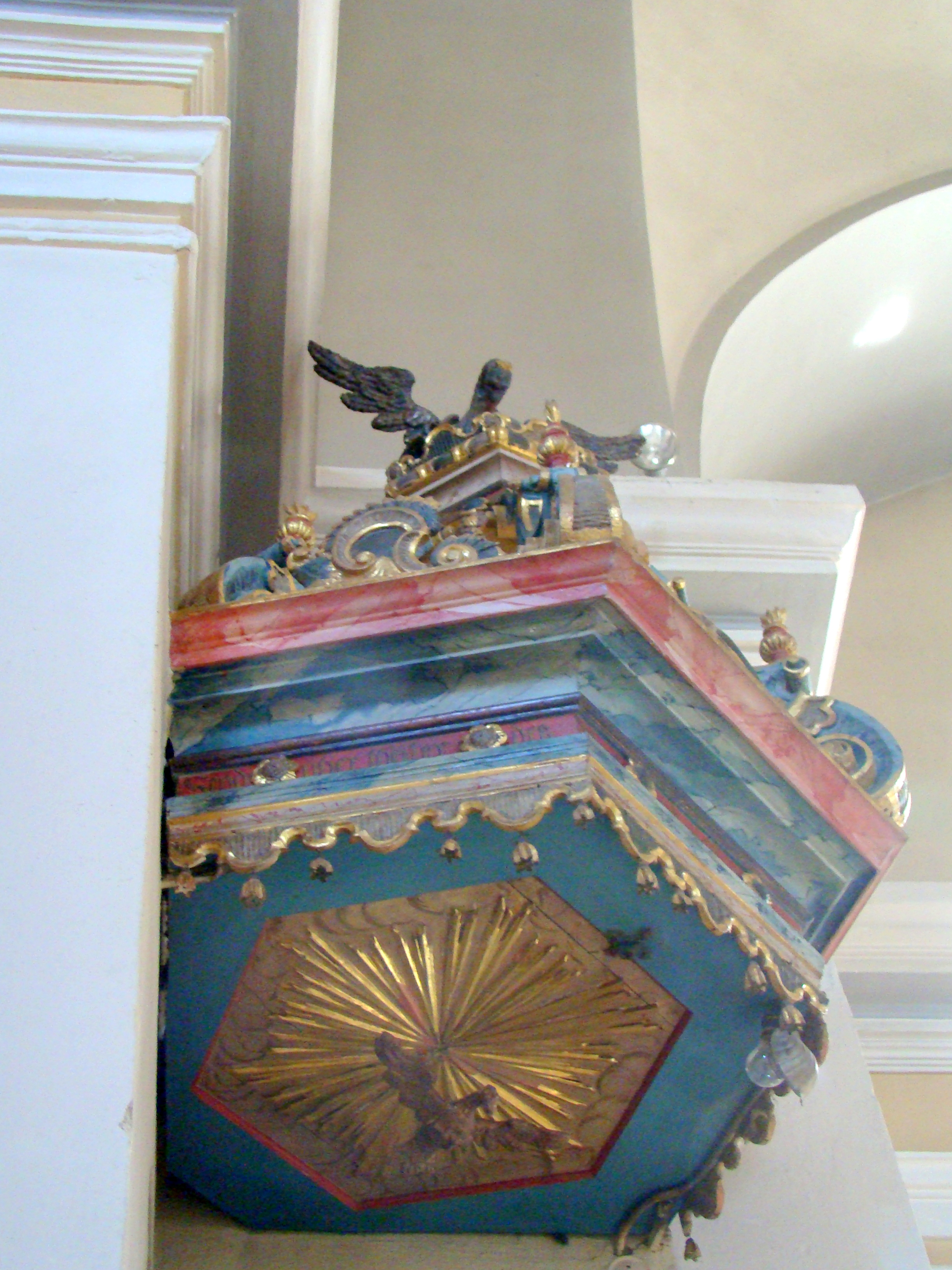
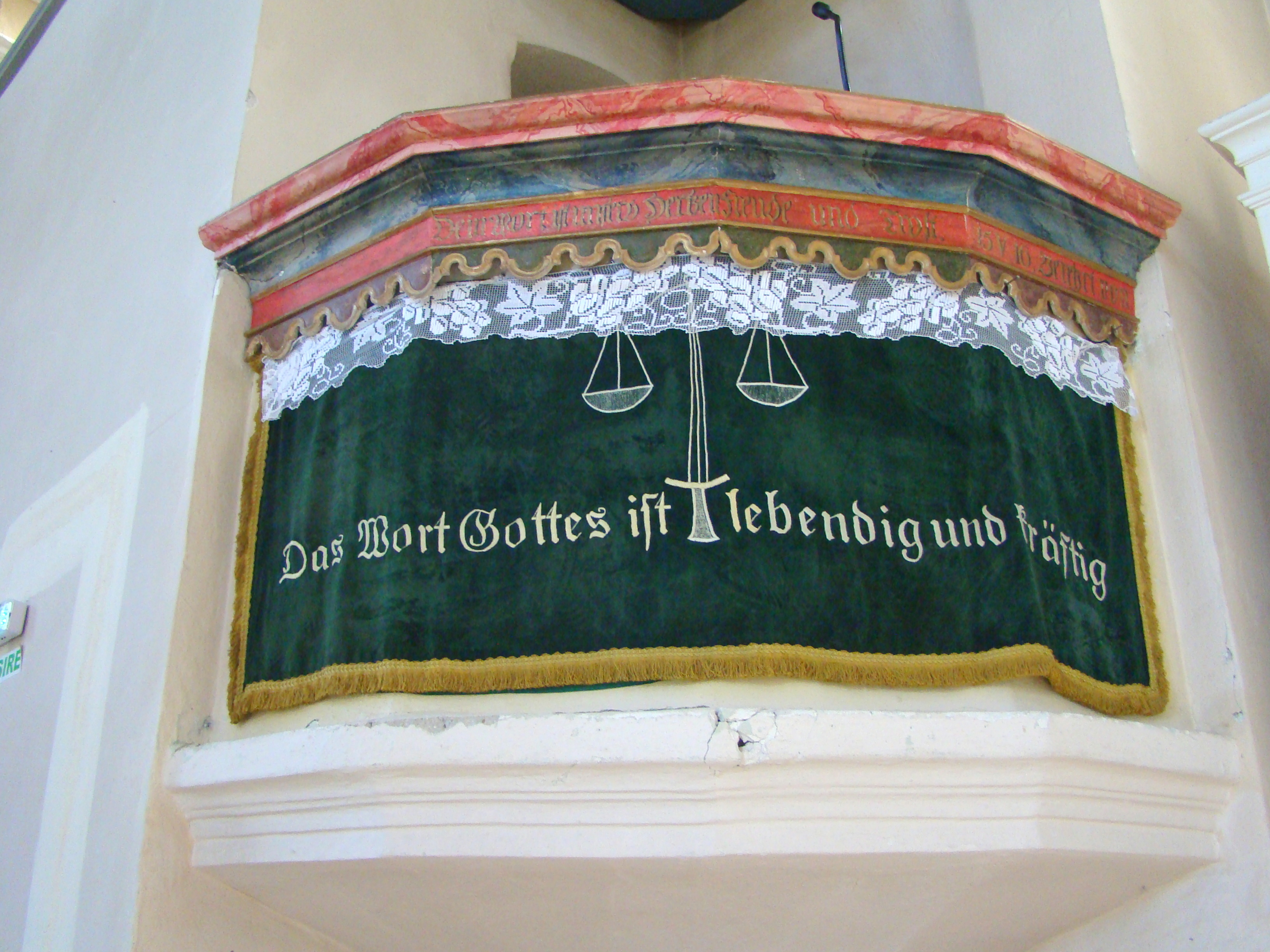
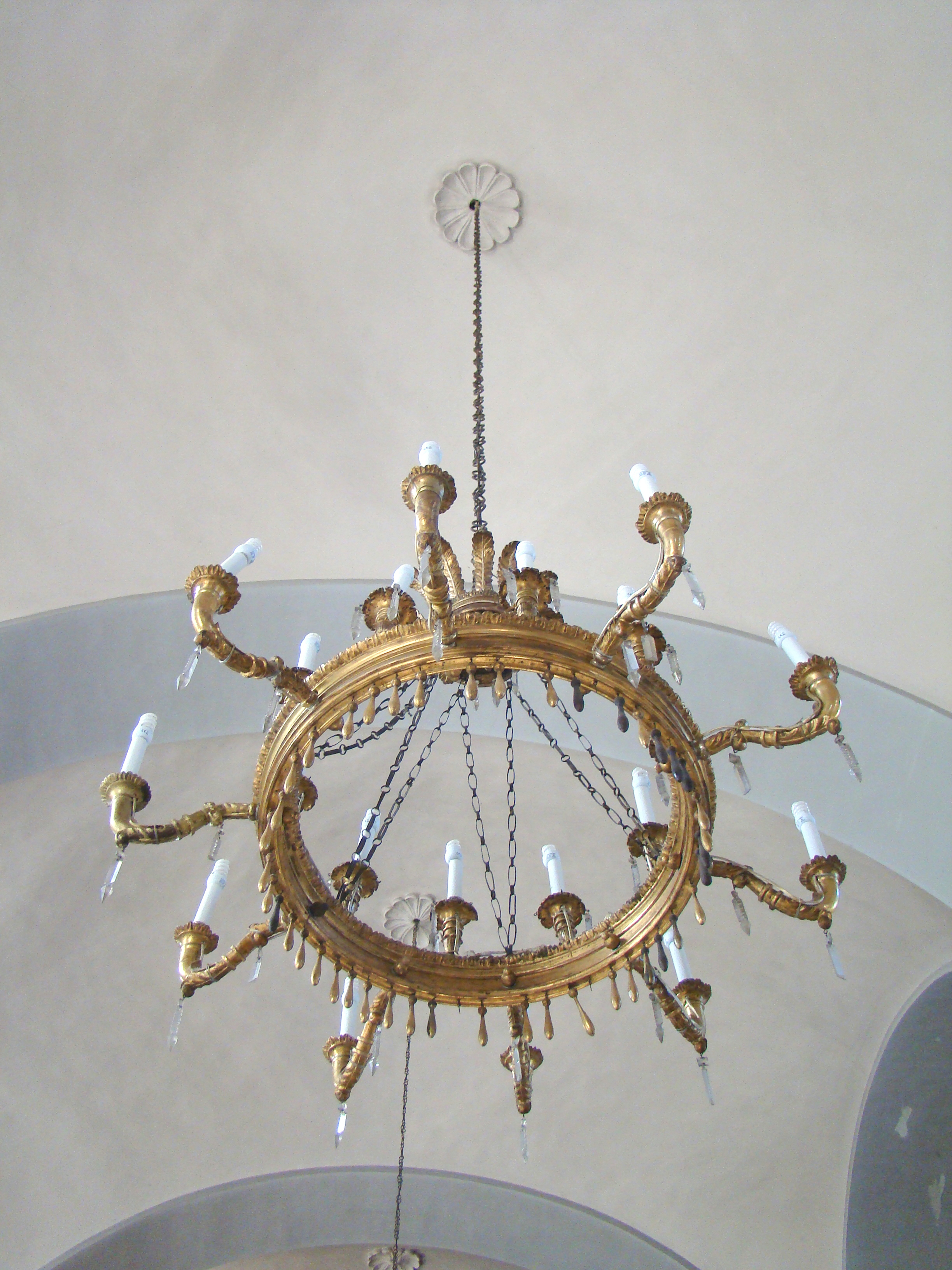
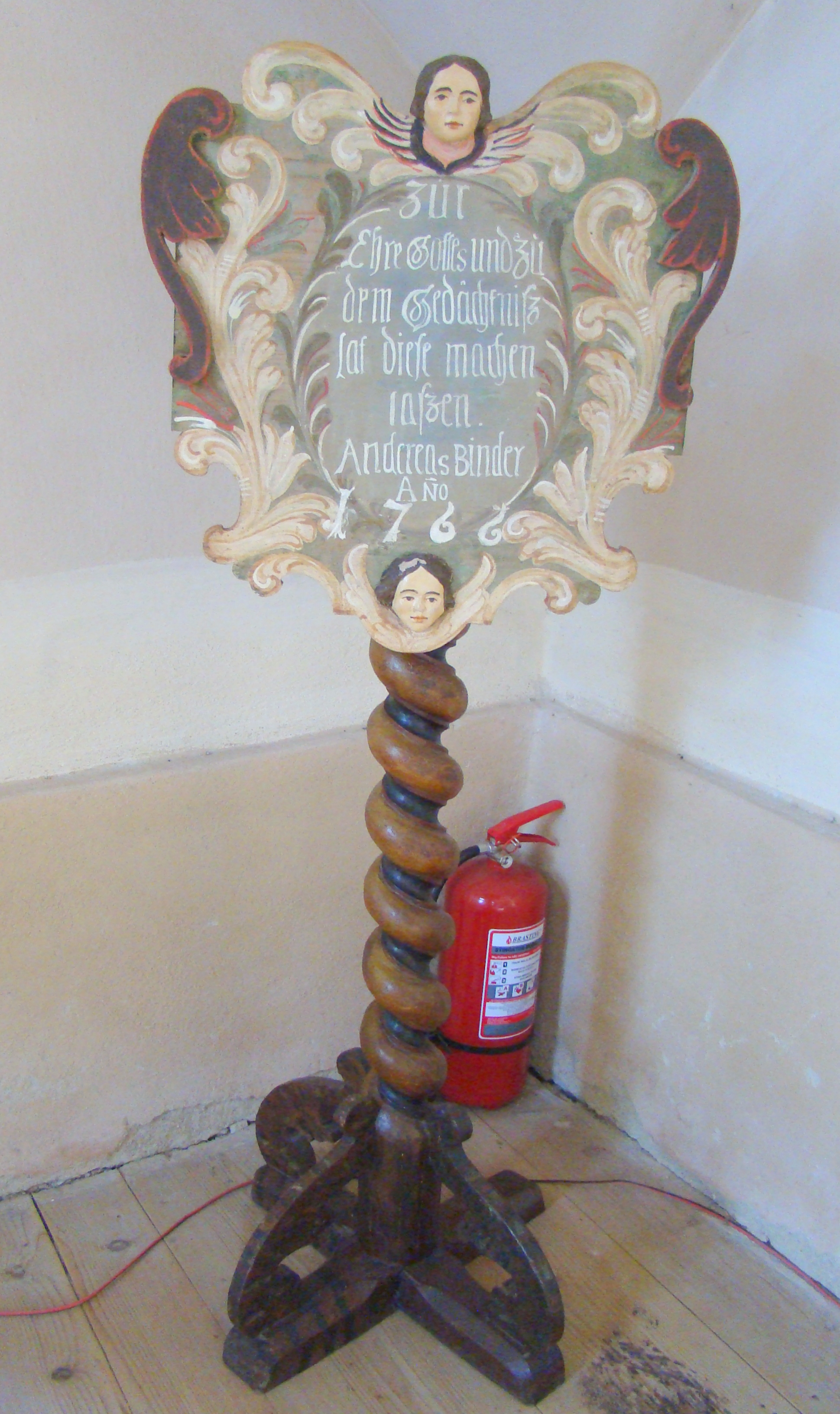
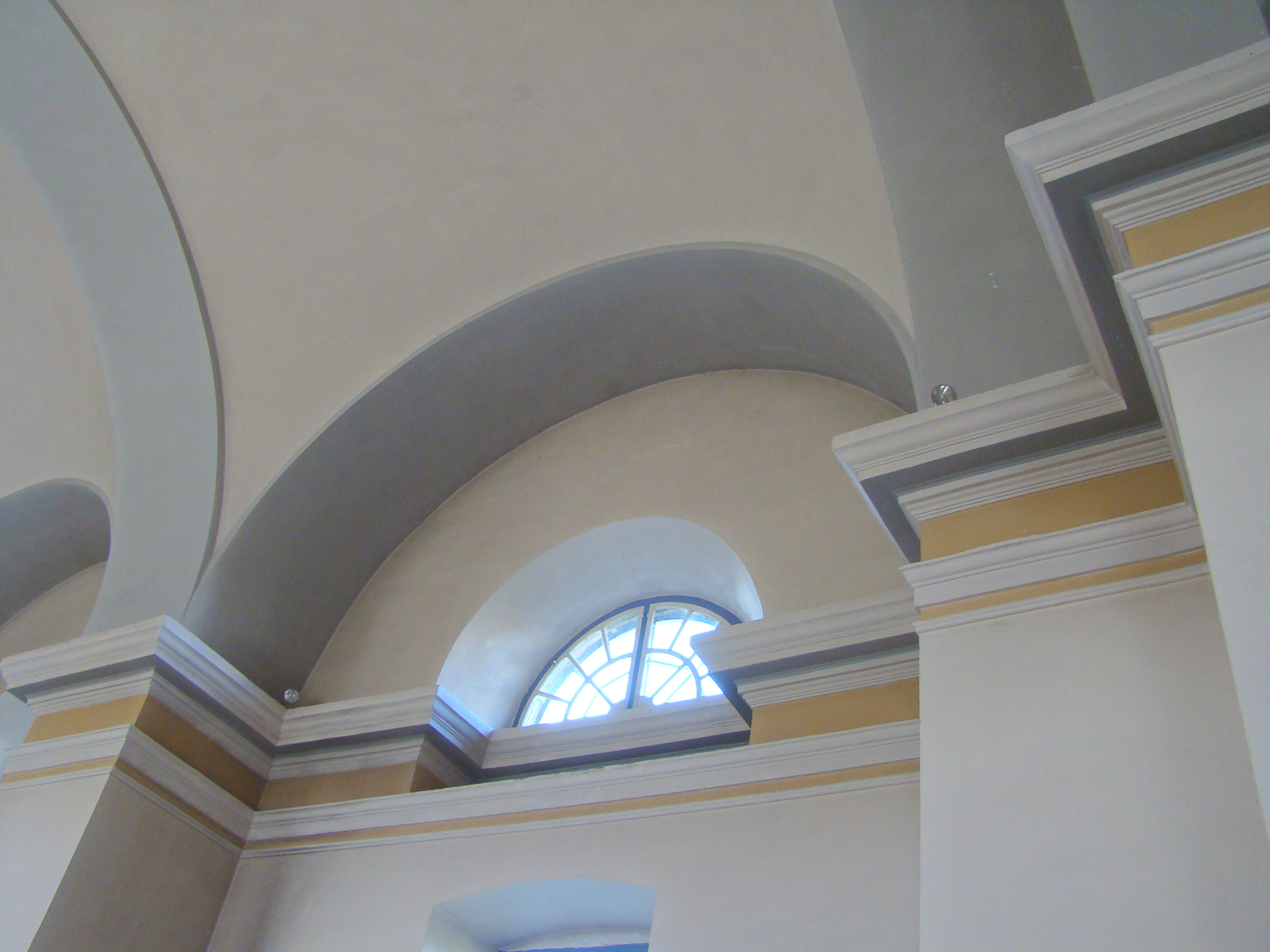
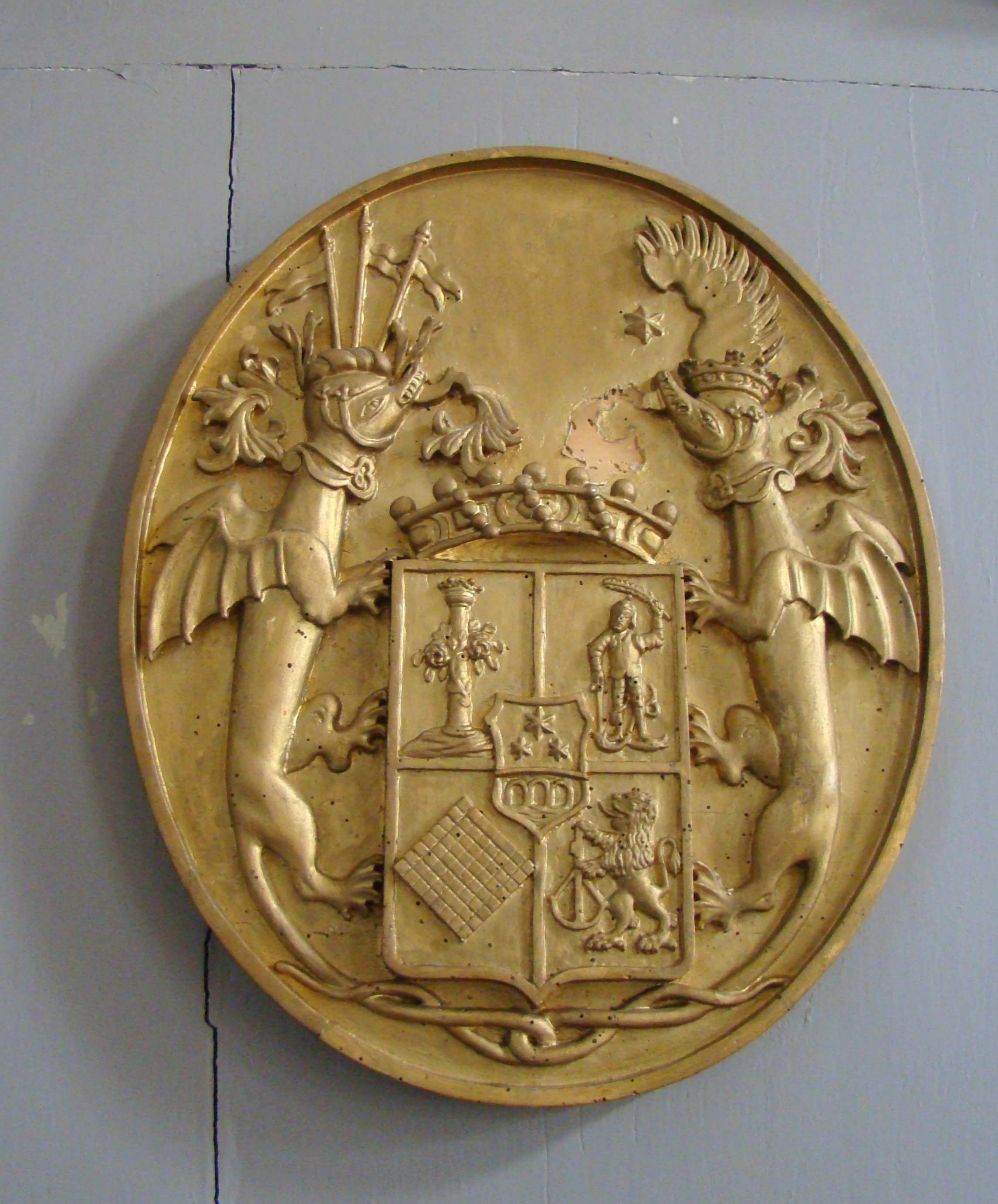
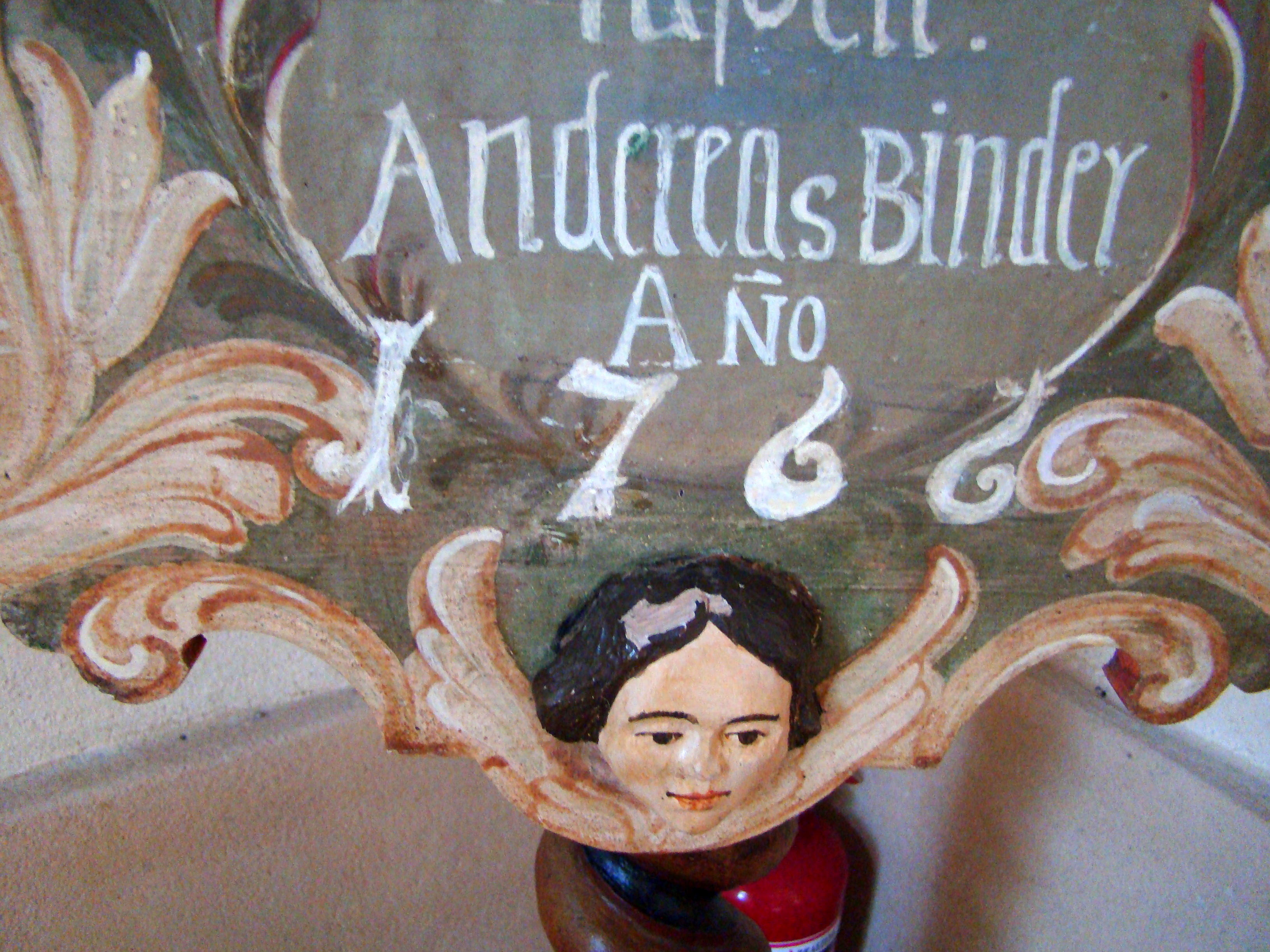
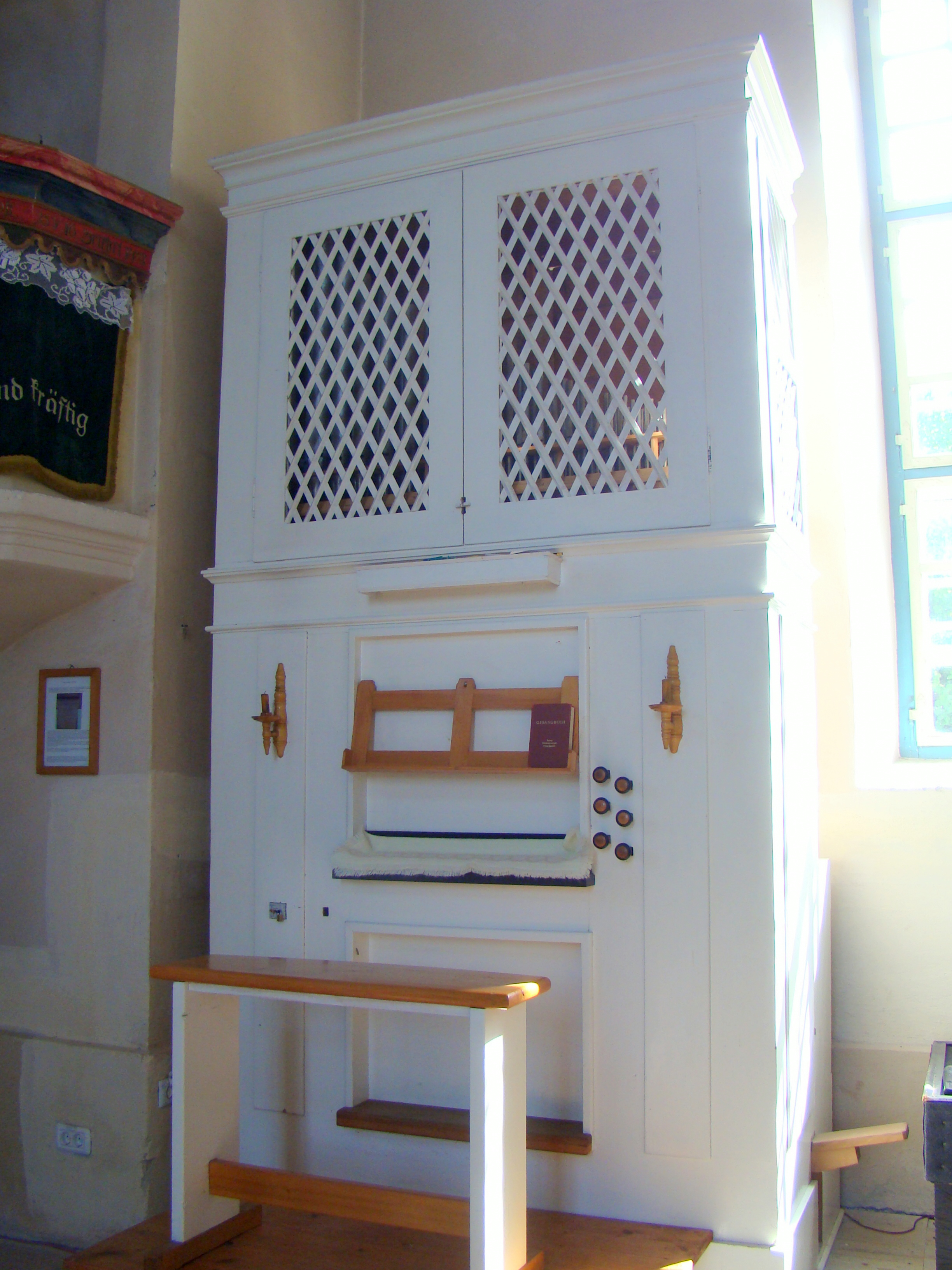
Orga Prause (Felmer, 1780)
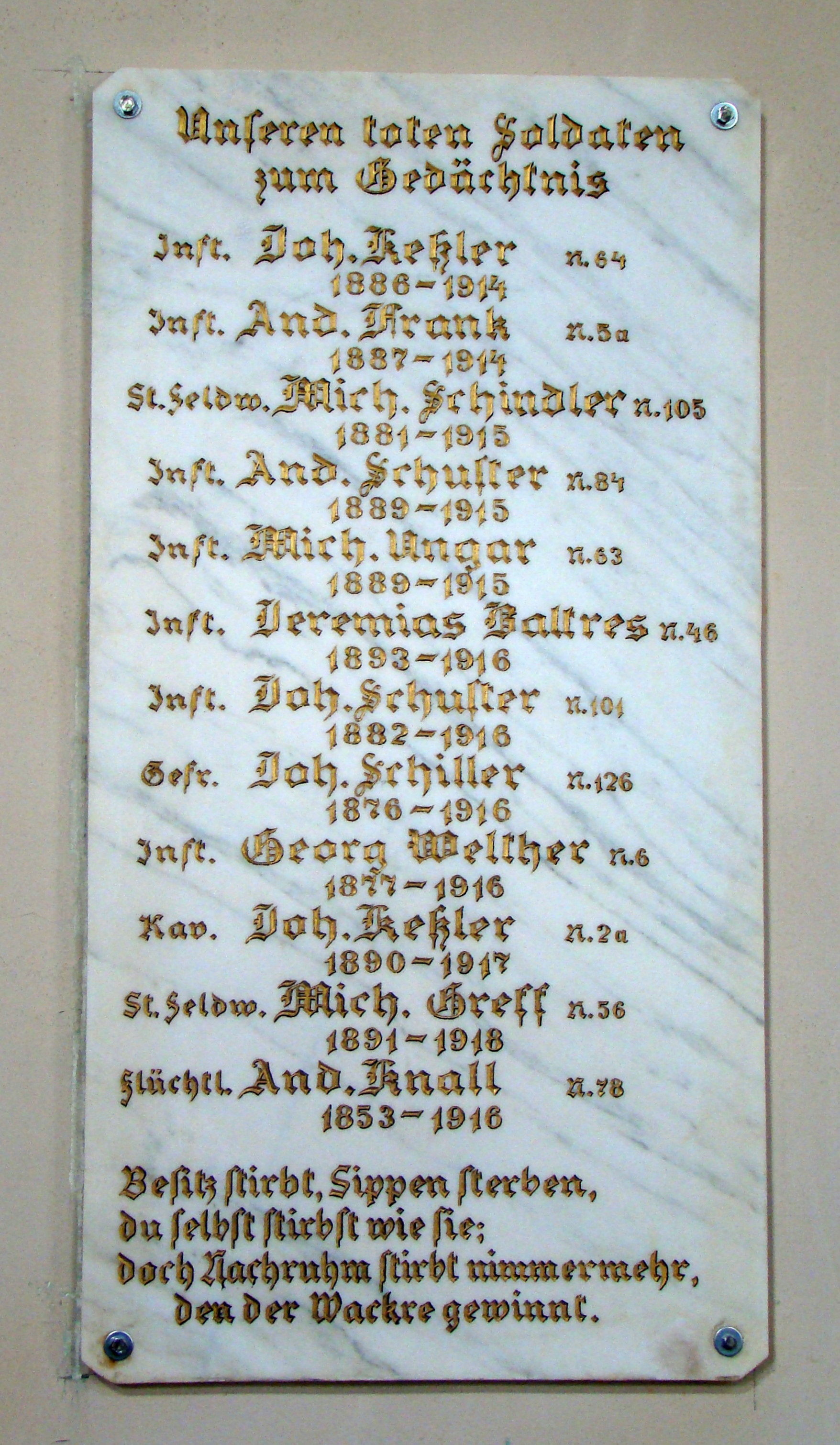
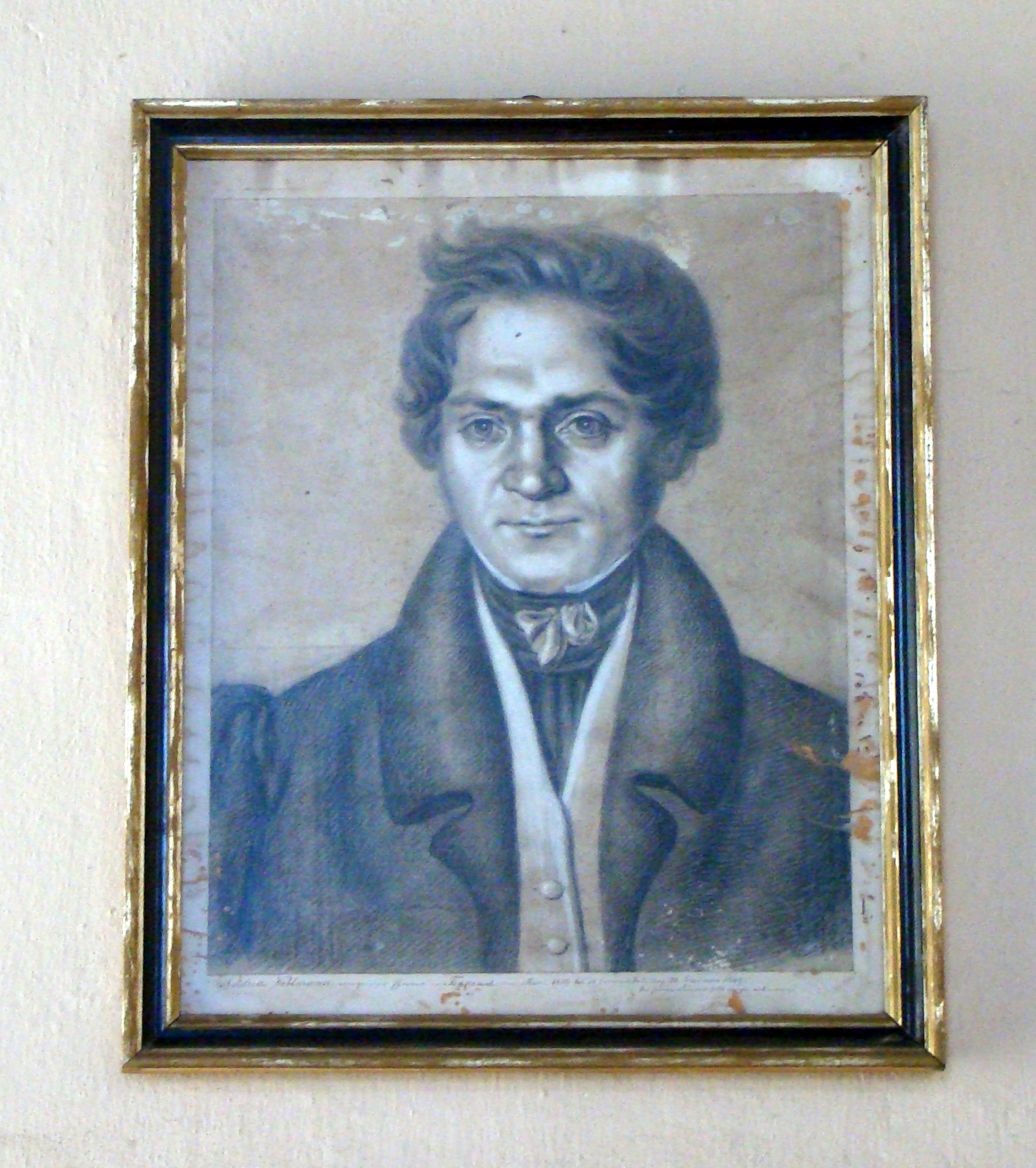
Portretul preotului Andreas Wellmann
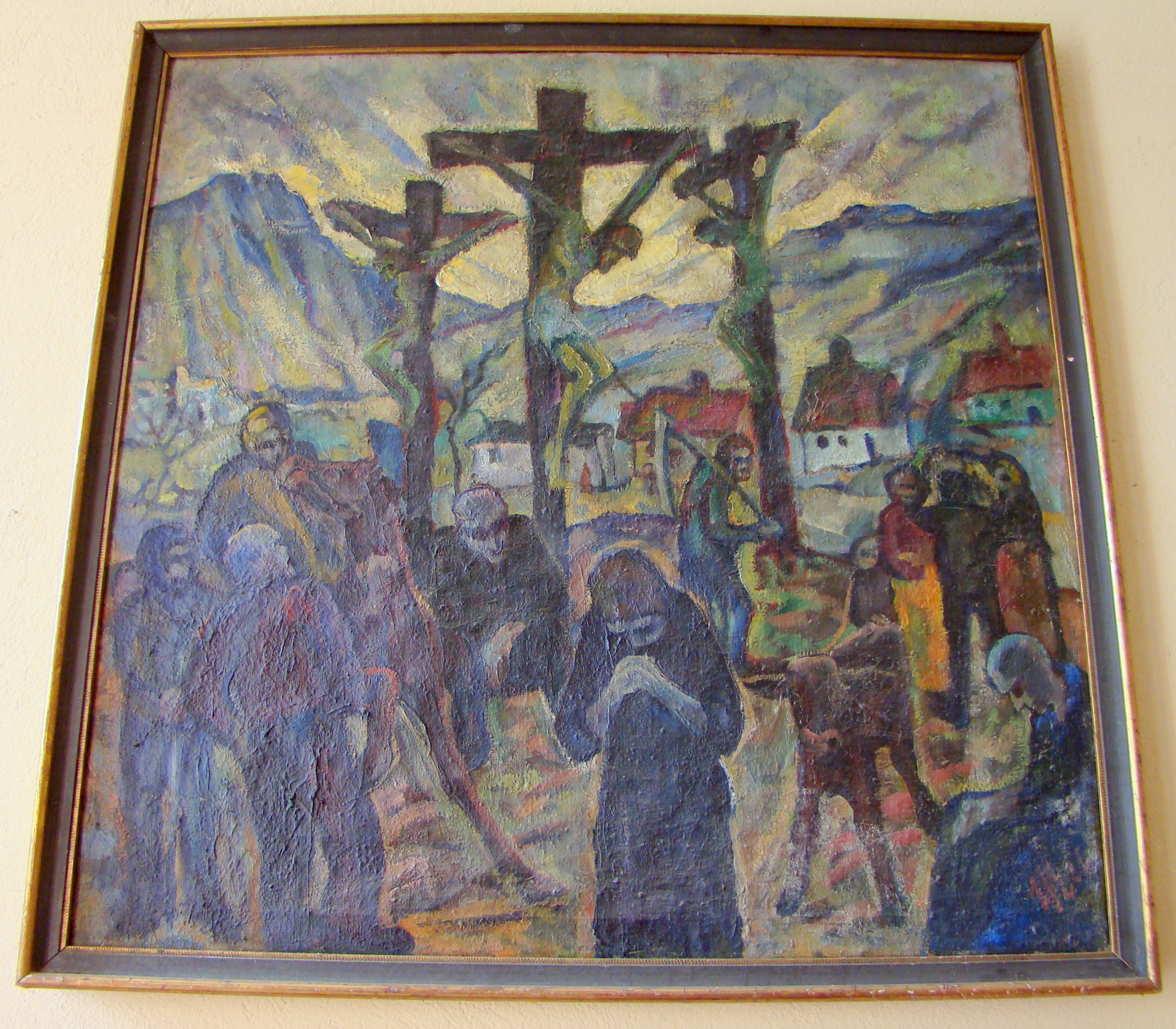
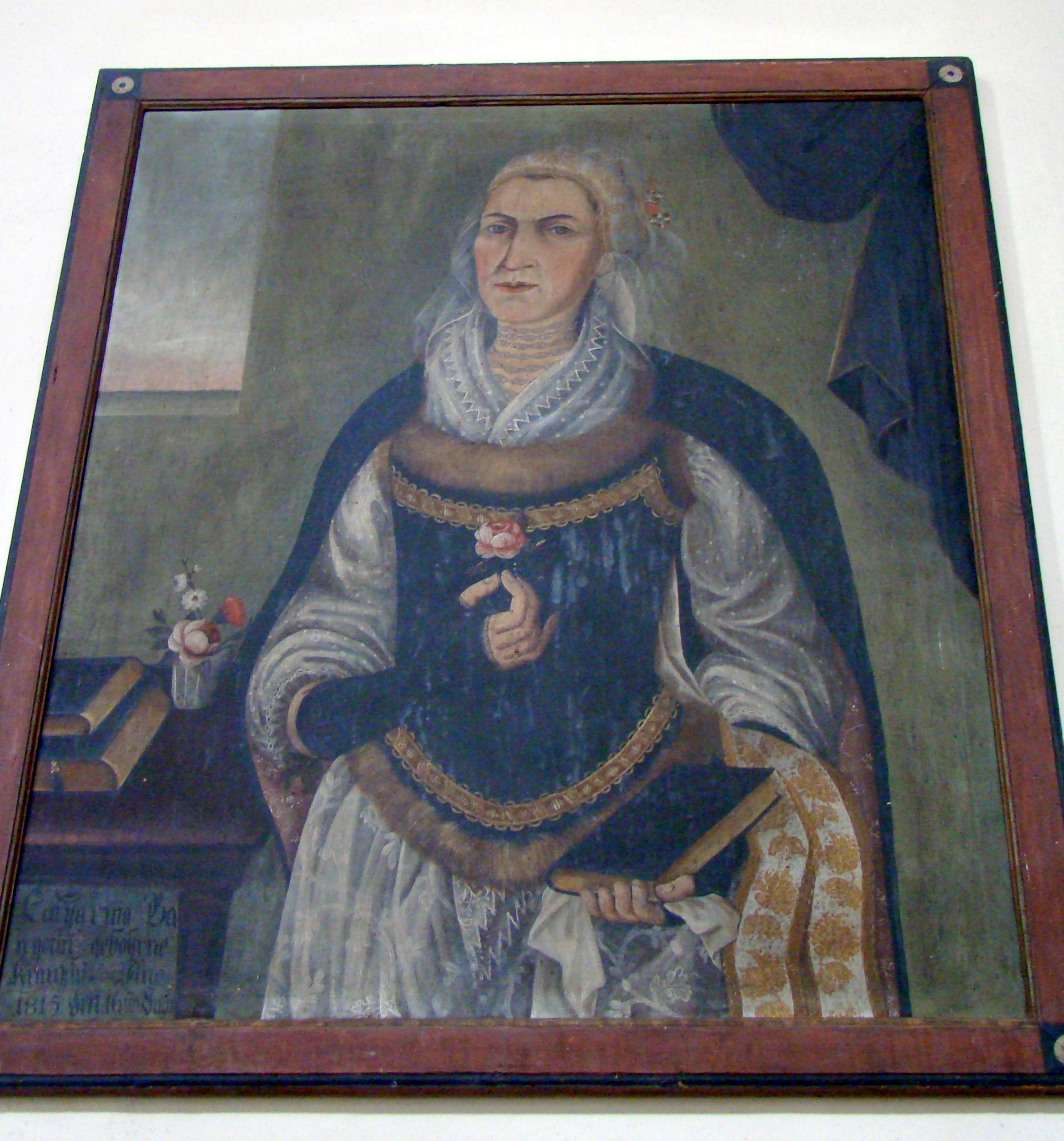
Portretul în ulei pe pânză al Catharinei Bangot, realizat în 1815
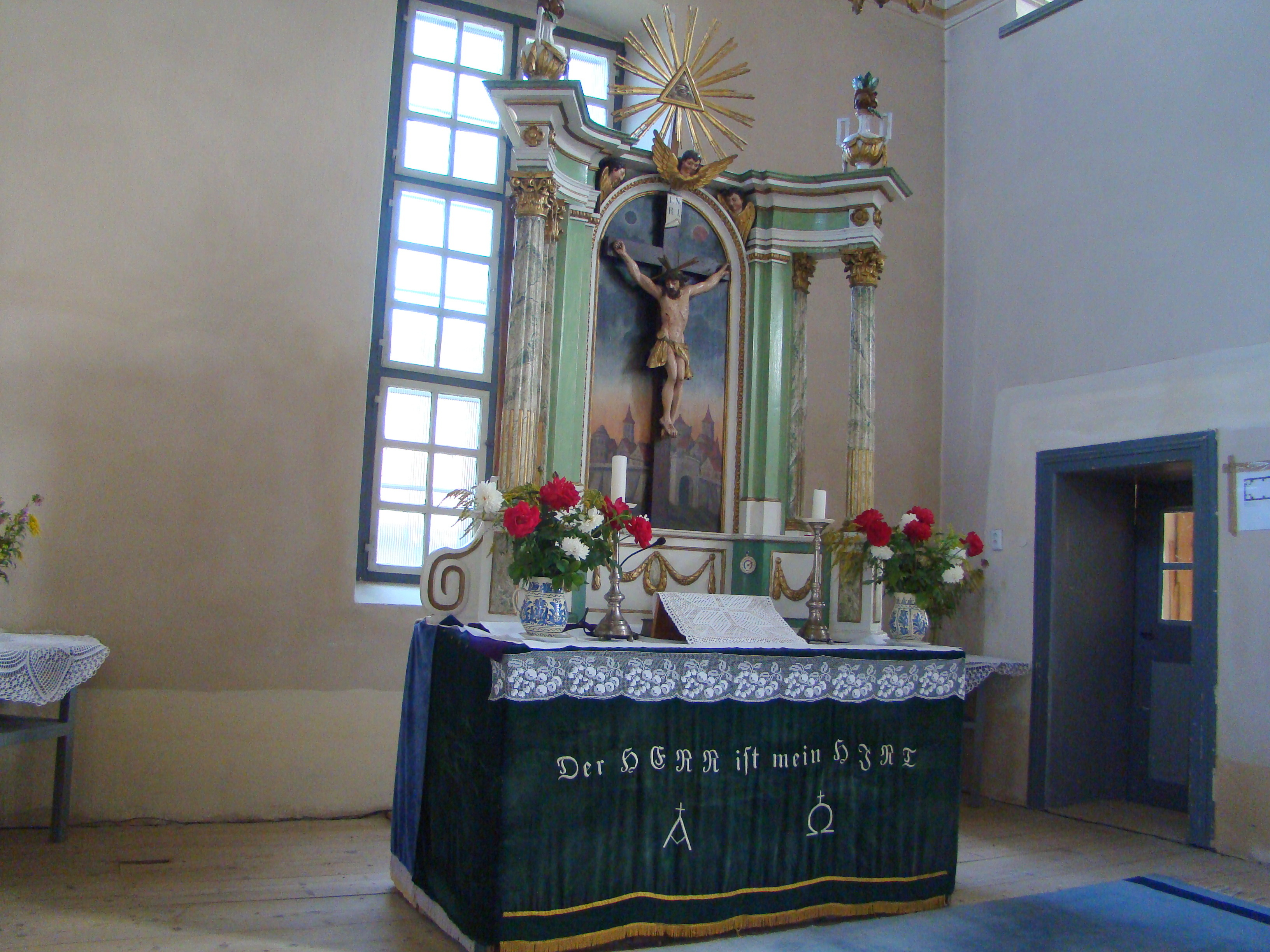
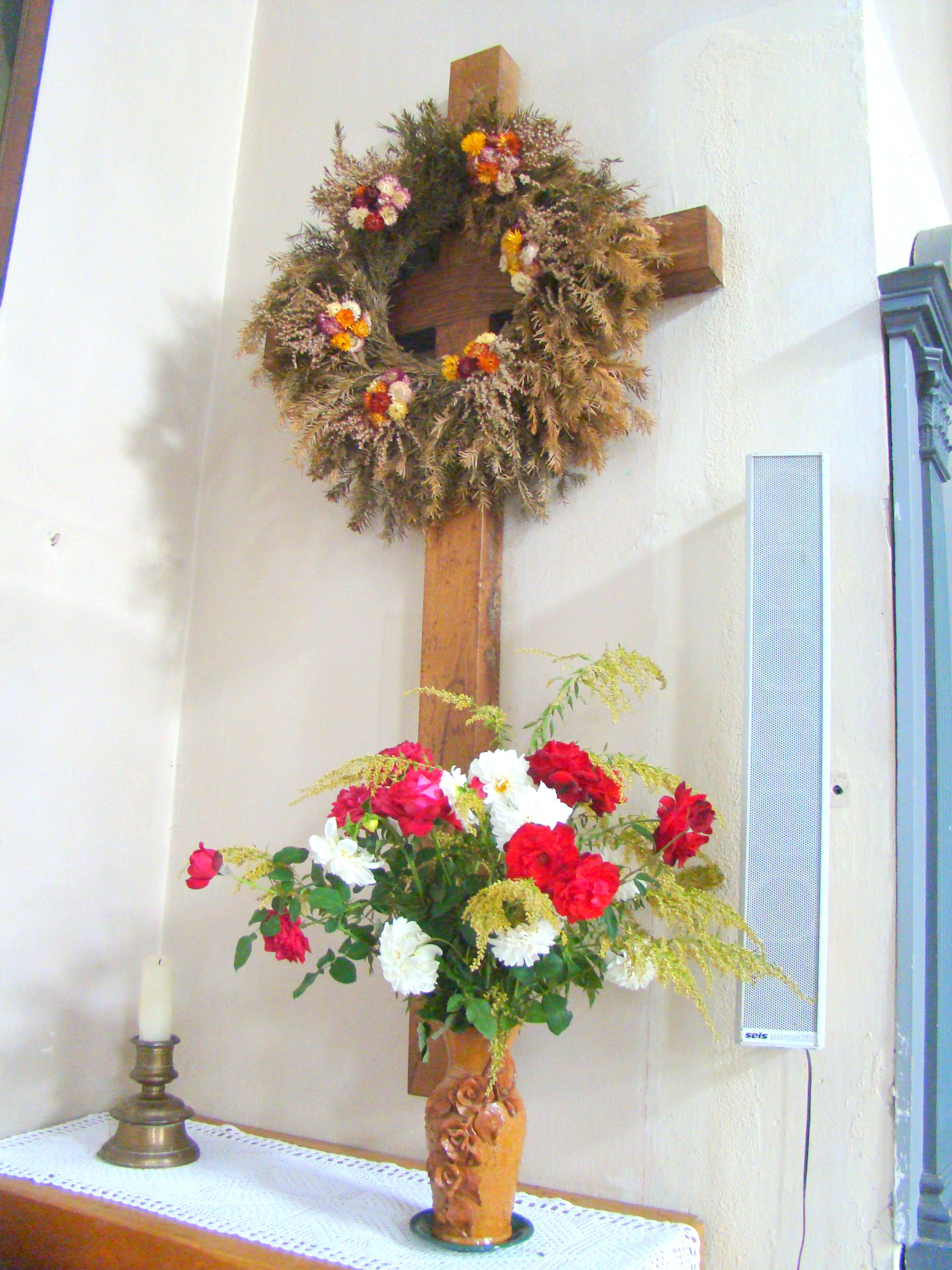